# Az Eötvös-verseny eredményei
Eötvös Loránd nevét 1949 óta viseli ez a verseny, melyet az Eötvös Loránd Fizikai Társulat elsősorban az adott évben érettségizetteknek szervezett, de középiskolai tanulók részvétele is megengedett. (A II. világháború előtt eredetileg Károly Irénről nevezték el a versenyt.)
Az Eötvös-verseny (az Eötvös Loránd Fizikai Társulat fizikaversenye) eredményei 1916-tól kezdődően. (A nevek utáni első zárójeles adat az érettségi éve, 1943-ig a verseny évszámával azonosan, mivel addig csak az adott évben érettségizettek vehettek részt.)
Eötvös 2024
- Bencz Benedek (2025) (Budapest, Baár-Madas Református Gimnázium 12. o., tanára(i): Horváth Norbert), II. díj.
- Téti Miklós (2026) (Budapest, Fazekas Mihály Gimnázium 11. o., tanára(i): Schramek Anikó), III. díj.
- Iliás Gergely (2024) (Budapest, Jedlik Ányos Gimnáziumban érettségizett, tanára(i): Radnai Tamás, fizikus hallgató, ELTE), dicséret.
- Masa Barnabás (2025) (Szeged, Radnóti Miklós Gimnázium 12. o., tanára(i): Csányi Sándor), dicséret.
- Tóth Kolos Barnabás (2026) (Budapest, Eötvös József Gimnázium 11. o., tanára(i): Varga Balázs), dicséret.

Eötvös 2023
- Fey Dávid (2023) (Budapest, Fazekas Mihály Gimnáziumban érettségizett, tanára(i): Nagy Piroska Mária, fizikus hallgató, ELTE), II. díj.
- Molnár Barnabás (2023) (Budapest, Fazekas Mihály Gimnáziumban érettségizett, tanára(i): Nagy Piroska Mária, fizikus hallgató, ELTE), III. díj.
- Seprődi Barnabás (2024) (Budapest, Árpád Gimnázium 12. o., tanára(i): Gärtner István), III. díj.
- Beke Bálint (2023) (Budapest, Apáczai Csere János Gimnáziumban érettségizett, tanára(i): Zsigri Ferenc, fizikus-mérnök hallgató, BME), dicséret.
- Sarkadi Sándor István (2023) (Nyíregyháza, Szent Imre Katolikus Gimnáziumban érettségizett, tanára(i): Bartáné Cserny Katalin, fizikus hallgató, ELTE), dicséret.
- Bátorfi Balázs (2024) (Nagykanizsa, Batthyány Lajos Gimnázium 12. o., tanára(i): Piriti János), dicséret.
- Biszak Ákos (2023) (Paks, Energetikai Technikumban érettségizett, tanára(i): Nagyné Lakos Mária, Damjanovitsné Eke Violetta, fizikus hallgató, BME), dicséret.
- Csilling Dániel (2025) (Budapest, Fazekas Mihály Gimnázium 11. o., tanára(i): Schramek Anikó), dicséret.
- Dancsák Dénes (2024) (Nagykanizsa, Batthyány Lajos Gimnázium 12. o., tanára(i): Piriti János), dicséret.

Eötvös 2022
- Kovács Balázs Csaba (2022) (Hatvan, Bajza József Gimnáziumban érettségizett, tanára(i): Maruzsiné Sevella Judit, fizikus hallgató, ELTE), I. díj.
- Kincses Ábel (2022) (Budapest, Deák téri Evangélikus Gimnáziumban érettségizett, tanára(i): Horváth Gabriella, Szőkéné Mezősi Tímea, fizikus hallgató, BME), II. díj.
- Gurzó József (2022) (Budapest, Fazekas Mihály Gimnáziumban érettségizett, tanára(i): Nagy Piroska Mária, fizikus hallgató, ELTE), III. díj.
- Bognár András Károly (2023) (Budapest, Fazekas Mihály Gimnázium 12. o., tanára(i): Nagy Piroska Mária), kiemelt dicséret.
- Csonka Illés (2024) (Pécs, Ciszterci Rendi Nagy Lajos Gimnázium 11. o., tanára(i): Jéhn János, Pálfalvi László), kiemelt dicséret.
- Hajós Balázs (2023) (Budapest, Apáczai Csere János Gimnázium 12. o., tanára(i): Gyertyán Attila), kiemelt dicséret.
- Bencz Benedek (2025) (Budapest, Baár-Madas Református Gimnázium 10. o., tanára(i): Horváth Norbert), dicséret.
- Blázsik Árpád (2022) (Budapest, Veres Péter Gimnáziumban érettségizett, tanára(i): Rakovszki Andorás, Székely György, fizikus hallgató, ELTE), dicséret.
- Gábriel Tamás (2023) (Budapest, Fazekas Mihály Gimnázium 12. o., tanára(i): Nagy Piroska Mária), dicséret.
- Halász Henrik Kristóf (2023) (Szeged, Radnóti Miklós Gimnázium 12. o., tanára(i): Gutai Árpád, Csányi Sándor), dicséret.
- Horváth Ákos Zsolt (2022) (Budapest, Kempelen Farkas Gimnáziumban érettségizett, tanára(i): Bakosné Novák Andrea, Horváth Eszter, fizikus hallgató, BME), dicséret.
- Kohut Márk Balázs (2023) (Kecskemét, Katona József Gimnázium 12. o., tanára(i): Sáróné Jéga-Szabó Irén), dicséret.
- Köpenczei Csanád (2023) (Bonyhád, Petőfi Sándor Evangélikus Gimnázium 12. o., tanára(i): Wiandt Péter), dicséret.
- Molnár Barnabás (2023) (Budapest, Fazekas Mihály Gimnázium 12. o., tanára(i): Nagy Piroska Mária), dicséret.
- Molnár-Szabó Vilmos (2023) (Budapest, Fazekas Mihály Gimnázium 12. o., tanára(i): Nagy Piroska Mária), dicséret.
- Schäffer Donát (2024) (Pécs, Janus Pannonius Gimnázium 11. o., tanára(i): Lehőcz Mária, Lányi Veronika), dicséret.
- Toronyi András (2022) (Budapest, Baár-Madas Református Gimnáziumban érettségizett, tanára(i): Horváth Norbert, fizikus hallgató, ELTE), dicséret.

Eötvös 2021
- Tóth Ábel (2021) (Budapest, Fazekas Mihály Gimnáziumban érettségizett, tanára(i): Schramek Anikó, fizikus hallgató, ELTE), II. díj.
- Kertész Balázs Zoltán (2022) (Debrecen, Református Kollégium Gimnáziuma 12. o., tanára(i): Tófalusi Péter), III. díj.
- Szépvölgyi Gergely (2022) (Budapest, Veres Péter Gimnázium 12. o., tanára(i): Székely György, Rakovszky Andorás), III. díj.
- Takács Bendegúz (2022) (Budapest, Fazekas Mihály Gimnázium 12. o., tanára(i): Nagy Piroska Mária, Csefkó Zoltán), III. díj.
- Bonifert Balázs (2021) (Budapest, Baár-Madas Református Gimnáziumban érettségizett, tanára(i): Horváth Norbert, fizikus hallgató, ELTE), dicséret.
- Csordás Kevin (2022) (Baja, III. Béla Gimnázium 12. o., tanára(i): Lakner Attila, Pálfalvi László), dicséret.
- Dékány Csaba (2022) (Győr, Révai Miklós Gimnázium 12. o., tanára(i): Juhász Zoltán), dicséret.
- Fonyi Máté Sándor (2021) (Szolnok, Verseghy Ferenc Gimnáziumban érettségizett, tanára(i): Veres Dénes, fizikus hallgató, BME), dicséret.
- Gurzó József (2022) (Budapest, Fazekas Mihály Gimnázium 12. o., tanára(i): Nagy Piroska Mária), dicséret.
- Toronyi András (2022) (Budapest, Baár-Madas Református Gimnázium 12. o., tanára(i): Horváth Norbert), dicséret.

Eötvös 2020
- Bonifert Balázs (2021) (Budapest, Baár-Madas Református Gimnázium 12. o., tanára(i): Horváth Norbert), II. díj.
- Pácsonyi Péter (2020) (Zalaegerszeg, Zrínyi Miklós Gimnáziumban érettségizett, tanára(i): Pálovics Róbert, mechatronikai mérnök hallgató, BME), II. díj.
- Molnár Szabolcs (2020) (Kecskemét, Katona József Gimnáziumban érettségizett, tanára(i): Sáróné Jéga-Szabó Irén, fizikus hallgató, BME), III. díj.
- Fekete Dezső Domokos (2020) (Kecskemét, Katona József Gimnáziumban érettségizett, tanára(i): Sáróné Jéga-Szabó Irén, fizikus hallgató, BME), dicséret.
- Selmi Bálint (2021) (Pécs, Leőwey Klára Gimnázium 12. o., tanára(i): Simon Péter, Kotek László, Pálfalvi László), dicséret.
- Sepsi Csombor Márton (2021) (Zalaegerszeg, Zrínyi Miklós Gimnázium 12. o., tanára(i): Kovács Tibor), dicséret.

Eötvös 2019
- Elek Péter (2019) (Debrecen, Református Kollégium Dóczy Gimnáziumában érettségizett, tanára(i): Tófalusi Péter, fizikus hallgató, BME), I. díj.
- Bokor Endre (2021) (Budapest, Fazekas Mihály Gimnázium 11. o., tanára(i): Schramek Anikó), II. díj.
- Fajszi Bulcsú (2020) (Budapest, Fazekas Mihály Gimnázium 12. o., tanára(i): Horváth Gábor), II. díj.
- Fitos Bence (2019) (Budapest, Németh László Gimnáziumban érettségizett, tanára(i): Szászvári Irén, Dégen Csaba, fizikus hallgató, BME), II. díj.
- Csépányi István (2019) (Eger, Szilágyi Erzsébet Gimnáziumban érettségizett, tanára(i): Szabó Miklós, fizikus hallgató, BME), III. díj.
- Máth Benedek Huba (2019) (Budapest, Fazekas Mihály Gimnáziumban érettségizett, tanára(i): Horváth Gábor, Nagy Piroska Mária, fizikus hallgató, BME), III. díj.
- Olosz Adél (2019) (Pécs, PTE Gyakorló Általános Iskola és Gimnáziumban érettségizett, tanára(i): Koncz Károly, építőmérnök hallgató, BME), III. díj.
- Svastits Domokos (2019) (Budapest, Piarista Gimnáziumban érettségizett, tanára(i): Chikán Éva, fizikus hallgató, BME), III. díj.
- Kondákor Márk (2019) (Budapest, Fazekas Mihály Gimnáziumban érettségizett, tanára(i): Horváth Gábor, Nagy Piroska Mária, fizikus hallgató, BME), dicséret.
- Magyar Róbert Attila (2019) (Eger, Dobó István Gimnáziumban érettségizett, tanára(i): Hóbor Sándor, fizikus hallgató, BME), dicséret.
- Pácsonyi Péter (2020) (Zalaegerszeg, Zrínyi Miklós Gimnázium 12. o., tanára(i): Pálovics Róbert), dicséret.

Eötvös 2018
- Fajszi Bulcsú (2020) (Budapest, Fazekas Mihály Gimnázium 11. o., tanára(i): Csefkó Zoltán, Horváth Gábor), II. díj.
- Hajdú Csanád (2018) (Budapest, Eötvös József Gimnáziumban érettségizett, tanára(i): Gulyás Erzsébet, fizikus hallgató, BME), III. díj.
- Vavrik Márton (2018) (Budapest, Berzsenyi Dániel Gimnázium, tanára(i): Lendvai Dorottya, Izsa Éva, fizikus hallgató, BME), III. díj.
- Berke Martin (2018) (Zalaegerszeg, Zrínyi Miklós Gimnáziumban érettségizett, tanára(i): Bóbics Lilla, fizikus hallgató, BME), dicséret

Eötvös 2017
- Kovács Péter Tamás (2017) (Zalaegerszeg, Zrínyi Miklós Gimnáziumban érettségizett, tanára(i): Juhász Tibor, Pálovics Róbert, fizikus hallgató, BME), I. díj.
- Marozsák Tóbiás (2018) (Budapest, Árpád Gimnázium 12. o., tanára(i): Gärtner István), II. díj.
- Németh Balázs (2018) (Budapest, Fazekas Mihály Gimnázium 12. o., tanára(i): Dvorák Cecília, Csefkó Zoltán), III. díj.
- Németh Róbert (2017) (Budapest, Fazekas Mihály Gimnáziumban érettségizett, tanára(i): Horváth Gábor, Szokolai Tibor, fizikus hallgató, ELTE), III. díj.
- Fajszi Bulcsú (2020) (Budapest, Fazekas Mihály Gimnázium 10. o., tanára(i): Horváth Gábor, Csefkó Zoltán), dicséret.
- Fehér Szilveszter (2017) (Budapest, Óbudai Gimnáziumban érettségizett, tanára(i): Fehér Gabriella, fizikus hallgató, ELTE), dicséret.
- Gyulai Márton (2019) (Miskolc, Földes Ferenc Gimnázium 11. o., tanára(i): Pál Mihály, Zámborszky Ferenc, Kovács Benedek), dicséret.
- Kürti Zoltán (2017) (Budapest, Apáczai Csere János Gimnáziumban érettségizett, tanára(i): Zsigri Ferenc, fizikus hallgató, ELTE), dicséret.
- Mocskonyi Mirkó (2017) (Szentendre, Ferences Gimnáziumban érettségizett, tanára(i): Adolf Géza, Borbély Venczel, fizikus hallgató, ELTE), dicséret.
- Olosz Adél (2019) (Pécs, PTE Gyakorlógimnázium 11. o., tanára(i): Koncz Károly, Kotek László), dicséret.
- Simon Dániel Gábor (2018) (Kecskemét, Bányai Júlia Gimnázium 12. o., tanára(i): Bakk János), dicséret.
- Szakály Marcell (2018) (Budapest, Fazekas Mihály Gimnázium 12. o., tanára(i): Csefkó Zoltán, Dvorák Cecília), dicséret.
- Tófalusi Ádám (2019) (Debrecen, Fazekas Mihály Gimnázium 11. o., tanára(i): Tófalusi Péter, Zámborszky Ferenc), dicséret.

Eötvös 2016
- Kovács Péter Tamás (2017) (Zalaegerszeg, Zrínyi Miklós Gimnázium 12. o., tanára(i): Juhász Tibor, Pálovics Róbert), II. díj.
- Tompa Tamás Lajos (2017) (Miskolc, Földes Ferenc Gimnázium 12. o., tanára(i): Zámborszky Ferenc, Kovács Benedek), II. díj.
- Forrai Botond (2016) (Budapest, Baár-Madas Református Gimnáziumban érettségizett, tanára(i): Horváth Norbert, fizikus hallgató, BME), III. díj.
- Lajkó Kálmán (2017) (Szeged, Radnóti Miklós Kísérleti Gimnázium 12. o., tanára(i): Mező Tamás), III. díj.
- Simon Dániel Gábor (2018) (Kecskemét, Bányai Júlia Gimnázium 11. o., tanára(i): Bakk János), III. díj.

Eötvös 2015
- Fehér Zsombor (2015) (Budapest, Fazekas Mihály Gimnáziumban érettségizett, tanára(i): Horváth Gábor, matematikus hallgató, ELTE), II. díj.
- Holczer András (2015) (Pécs, Janus Pannonius Gimnáziumban érettségizett, tanára(i): Dombi Anna, Kotek László, villamosmérnök hallgató, BME), II. díj.
- Juhász Dániel (2016) (Szeged, Radnóti Miklós Kísérleti Gimnázium 12. o., tanára(i): Csányi Sándor), II. díj.
- Sal Kristóf (2016) (Budapest, Fazekas Mihály Gimnázium 12. o., tanára(i): Kotek László, Horváth Gábor), II. díj.
- Tompa Tamás Lajos (2017) (Miskolc, Földes Ferenc Gimnázium 11. o., tanára(i): Zámborszky Ferenc, Kovács Benedek), II. díj.
- Balogh Menyhért (2016) (Budapest, Baár-Madas Református Gimnázium 12. o., tanára(i): Horváth Norbert), III. díj.
- Bege Áron (2017) (Budapest, Fazekas Mihály Gimnázium 11. o., tanára(i): Horváth Gábor, Szokolai Tibor), dicséret.
- Bencsik Bálint (2016) (Budapest, Árpád Gimnázium 12. o., tanára(i): Nagy Attila), dicséret.
- Bugár Dávid (2015) (Komárom, Selye János Gimnáziumban érettségizett, tanára(i): Szabó Endre, fizikus hallgató, ELTE), dicséret.
- Forrai Botond (2016) (Budapest, Baár-Madas Református Gimnázium 12. o., tanára(i): Horváth Norbert), dicséret.
- Frey Balázs (2016) (Vác, Boronkay György Műszaki Szakközépiskola és Gimnázium 12. o., tanára(i): Tóth Eszter), dicséret.
- Gémes Antal (2017) (Hódmezővásárhely, Bethlen Gábor Református Gimnázium 11. o., tanára(i): Lakatos-Tóth István, Nagy Tibor), dicséret.
- Kasza Bence (2016) (Budapest, Ciszterci Szent Imre Gimnázium 12. o., tanára(i): Ábrám László, Sarkadi Tamás), dicséret.
- Kovács Péter Tamás (2017) (Zalaegerszeg, Zrínyi Miklós Gimnázium 11. o., tanára(i): Juhász Tibor, Pálovics Róbert), dicséret.
- Körmöczi Dávid (2016) (Eger, Szilágyi Erzsébet Gimnázium 12. o., tanára(i): Szabó Miklós), dicséret.
- Olosz Balázs (2015) (Pécs, Babits Mihály Gimnáziumban érettségizett, tanára(i): Koncz Károly, villamosmérnök hallgató, BME), dicséret.
- Szamosfalvi Benjámin Balázs (2016) (Miskolc, Herman Ottó Gimnázium 12. o., tanára(i): Dudás Imre), dicséret.
- Szick Dániel (2016) (Budapest, Fazekas Mihály Gimnázium 12. o., tanára(i): Horváth Gábor), dicséret.
- Tomcsányi Gergely (2016) (Vác, Boronkay György Műszaki Szakközépiskola és Gimnázium 12. o., tanára(i): Tóth Eszter), dicséret.
- Török Péter (2017) (Budapest, Fazekas Mihály Gimnázium 11. o., tanára(i): Horváth Gábor, Szokolai Tibor), dicséret.

Eötvös 2014
- Öreg Botond (2015) (Budapest, Fazekas Mihály Gimnázium 12. o., tanára(i): Horváth Gábor), II. díj.
- Fehér Zsombor (2015) (Budapest, Fazekas Mihály Gimnázium 12. o., tanára(i): Horváth Gábor), III. díj.
- Janzer Barnabás (2015) (Budapest, Fazekas Mihály Gimnáziumban érettségizett, tanára(i): Horváth Gábor), III. díj.
- Horicsányi Attila (2014) (Eger, Dobó István Gimnáziumban érettségizett, tanára(i): Hóbor Sándor, egyetemi hallgató, ELTE), kiemelt dicséret.
- Takátsy János (2014) (Budapest, Városmajori Gimnáziumban érettségizett, tanára(i): Ábrám László, egyetemi hallgató, ELTE), kiemelt dicséret.
- Morvay Bálint Géza (2013) (Pécs, Szent Mór Iskolaközpontban érettségizett, tanára(i): Merényi Péter, egyetemi hallgató, PTE), dicséret.
- Olosz Balázs (2015) (Pécs, Babits Mihály Gimnázium 12. o., tanára(i): Koncz Károly), dicséret.
- Szántó András (2015) (Debrecen, Mechwart András Szakközépiskola 12. o., tanára(i): Szőllősi Irén), dicséret.
- Tari Balázs (2015) (Miskolc, Földes Ferenc Gimnázium 12. o., tanára(i): Bíró István, Zámborszky Ferenc), dicséret.
- Virágh Anna (2015) (Érd, Vörösmarty Mihály Gimnázium 12. o., tanára(i): Varga László, Varga Zsolt), dicséret.

Eötvös 2013
- Szabó Attila (2013) (Pécs, Leőwey Klára Gimnáziumban érettségizett, tanára(i): Simon Péter, Kotek László, Natural Sciences hallgató, Univ. of Cambridge), I. díj.
- Fehér Zsombor (2015) (Budapest, Fazekas Mihály Gimnázium 11. o., tanára(i): Horváth Gábor), II. díj.
- Kovács Áron Dániel (2013) (Budapest, Fazekas Mihály Gimnáziumban érettségizett, tanára(i): Horváth Gábor, Csefkó Zoltán, fizikus hallgató, ELTE), II. díj
- Horicsányi Attila (2014) (Eger, Dobó István Gimnázium 12. o., tanára(i): Hóbor Sándor), III. díj.
- Janzer Barnabás (2015) (Budapest, Fazekas Mihály Gimnázium 11. o., tanára(i): Horváth Gábor), III. díj.
- Takátsy János (2014) (Budapest, Városmajori Gimnázium 12. o., tanára(i): Ábrám László), III. díj.
- Holczer András (2015) (Pécs, Janus Pannonius Gimnázium 11. o., tanára(i): Dombi Anna, Kotek László), dicséret.
- Öreg Botond (2015) (Budapest, Fazekas Mihály Gimnázium 11. o., tanára(i): Horváth Gábor, Szokolai Tibor), dicséret.

Eötvös 2012
- Janzer Barnabás (2015) (Budapest, Fazekas Mihály Gimnázium 10. o., tanára(i): Horváth Gábor), II. díj.
- Szabó Attila (2013) (Pécs, Leőwey Klára Gimnázium 12. o., tanára(i): Simon Péter, Kotek László), II. díj.
- Csősz Gábor (2013) (Kecskemét, Református Gimnázium 12. o., tanára(i): Galambos Péter), III. díj.
- Juhász Péter (2014) (Budapest, Piarista Gimnázium 11. o., tanára(i): Urbán János), III. díj.
- Laczkó Zoltán (2012) (Szeged, Ságvári Endre Gimnáziumban érettségizett, tanára(i): Győri István), III. díj.
- Béres Bertold (2012) (Budapest, Puskás Tivadar Távközlési Technikumban érettségizett, tanára(i): Beregszászi Zoltán, Alapiné Ecseri Éva, fizika szakos hallgató, BME), dicséret.
- Fehér Zsombor (2015) (Budapest, Fazekas Mihály Gimnázium 10. o., tanára(i): Horváth Gábor), dicséret.
- Homonnay Bálint (2014) (Budapest, Fazekas Mihály Gimnázium 11. o., tanára(i): Horváth Gábor), dicséret.
- Kovács Péter (2012) (Budapest, Apáczai Csere János Gimnáziumban érettségizett, tanára(i): Zsigri Ferenc, fizika szakos hallgató, BME), dicséret.
- Olosz Balázs (2015) (Pécs, Babits Mihály Gimnázium 10. o., tanára(i): Koncz Károly), dicséret.
- Öreg Botond (2015) (Budapest, Fazekas Mihály Gimnázium 10. o., tanára(i): Horváth Gábor), dicséret.
- Szigeti Bertalan György (2013) (Veszprém, Lovassy László Gimnázium 12. o., tanára(i): Varga Vince), dicséret.

Eötvös 2011
- Jéhn Zoltán (2011) (Pécs, Babits Mihály Gimnáziumban érettségizett, tanára(i): Koncz Károly, Kotek László, fizika szakos hallgató, BME), II. díj.
- Kalina Kende (2011) (Budapest, Fazekas Mihály Gimnáziumban érettségizett, tanára(i): Horváth Gábor, Csefkó Zoltán, Szokolai Tibor, matematikus hallgató, ELTE), II. díj.
- Szabó Attila (2013) (Pécs, Leőwey Klára Gimnázium 11. o., tanára(i): Simon Péter, Kotek László), II. díj.
- Bolgár Dániel (2012) (Pécs, Leőwey Klára Gimnázium 12. o., tanára(i): Almási László, Simon Péter), III. díj.
- Kovács Péter (2012) (Budapest, Apáczai Csere János Gimnázium 12. o., tanára(i): Pákó Gyula), III. díj.
- Batki Bálint (2011) (Budapest, Apáczai Csere János Gimnáziumban érettségizett, tanára(i): Zsigri Ferenc, fizika szakos hallgató, BME), dicséret.
- Forman Ferenc (2014) (Budapest, Radnóti Miklós Gimnázium 10. o., tanára(i): Honyek Gyula), dicséret.
- Jenei Márk (2013) (Budapest, Fazekas Mihály Gimnázium 11. o., tanára(i): Dvorák Cecília, Csefkó Zoltán), dicséret.

Eötvös 2010
- Backhausz Tibor (2011) (Budapest, Fazekas Mihály Gimnázium 12. o., tanára(i): Horváth Gábor), II. díj.
- Börcsök Bence (2011) (Szeged, Radnóti Miklós Kísérleti Gimnázium 12. o., tanára(i): Mező Tamás), II. díj.
- Budai Ádám (2011) (Miskolc, Földes Ferenc Gimnázium 12. o., tanára(i): Biró István, Zámborszky Ferenc), II. díj.
- Kalina Kende (2011) (Budapest, Fazekas Mihály Gimnázium 12. o., tanára(i): Horváth Gábor, Csefkó Zoltán), II. díj.
- Varga Ádám (2011) (Szeged, Ságvári Endre Gimnázium 12. o., tanára(i): Tóth Károly, Hilbert Margit), II. díj.
- Almási Gergő (2010) (Budapest, Radnóti Miklós Gimnáziumban érettségizett, tanára(i): Szalóki Dezső, Markovits Tibor, fizika szakos hallgató, ELTE), dicséret.
- Ágoston Tamás (2012) (Budapest, Fazekas Mihály Gimnázium 11. o., tanára(i): Dvorák Cecília), dicséret.
- Benedek Ádám (2012) (Nagykanizsa, Batthyány Lajos Gimnázium 11. o., tanára(i): Dénes Sándorné), dicséret.
- Béres Bertold (2012) (Budapest, Puskás Tivadar Távközlési Technikum 12. o., tanára(i): Beregszászi Zoltán, Alapiné Ecseri Éva), dicséret.
- Kéri Zsófia Nóra (2010) (Budapest, Trefort Ágoston Gimnáziumban érettségizett, tanára(i): Kovács Géza, fizika szakos hallgató, ELTE), dicséret.
- Kószó Simon (2011) (Szeged, Radnóti Miklós Gimnázium 12. o., tanára(i): Mező Tamás), dicséret.
- Major Attila (2012) (Szeged, Radnóti Miklós Gimnázium 11. o., tanára(i): Mező Tamás), dicséret.
- Pácsonyi Imre (2011) (Zalaegerszeg, Zrínyi Miklós Gimnázium 13. o., tanára(i): Pálovics Róbert), dicséret.
- Szikszai Lőrinc (2011) (Miskolc, Fráter György Katolikus Gimnázium 12. o., tanára(i): Edőcsény Levente), dicséret.
- Várnai Péter (2011) (Budapest, Apáczai Csere János Gimnázium 12. o., tanára(i): Pákó Gyula, Flórik György), dicséret.
- Vona István (2012) (Budapest, Fazekas Mihály Gimnázium 11. o., tanára(i): Dvorák Cecília), dicséret.

Eötvös 2009
- Lovas Lia Izabella (2009) (Pécs, Leőwey Klára Gimnáziumban érettségizett, tanára(i): Simon Péter, Kotek László, fizika szakos hallgató, BME), I. díj.
- Karsa Anita (2009) (Budapest, Fazekas Mihály Gimnáziumban érettségizett, tanára(i): Horváth Gábor, fizika szakos hallgató, BME), II-III. díj.
- Pálovics Péter (2010) (Zalaegerszeg, Zrínyi Miklós Gimnázium 12. o., tanára(i): Orbán Edit), II-III. díj.
- Varga Ádám (2011) (Szeged, Ságvári Endre Gimnázium 11. o., tanára(i): Tóth Károly, Hilbert Margit), II-III. díj.
- Aczél Gergely (2009) (Pápa, Református Kollégium Gimnáziumában érettségizett, tanára(i): Somosi István, fizika szakos hallgató, BME), dicséret.
- Farkas Márton (2009) (Budapest, Fazekas Mihály Gimnáziumban érettségizett, tanára(i): Horváth Gábor, fizika szakos hallgató, BME), dicséret.
- Fülep Csilla (2010) (Budapest, Fazekas Mihály Gimnázium 12. o., tanára(i): Horváth Gábor), dicséret.
- Lászlóffy András (2009) (Budapest, Piarista Gimnáziumban érettségizett, tanára(i): Futó Béla, mérnök informatikus hallgató, PPKE), dicséret.
- Wang Daqian (2010) (Budapest, Fazekas Mihály Gimnázium 12. o., tanára(i): Horváth Gábor), dicséret.

Eötvös 2008
- Almási Gábor (2008) (Pécs, Leőwey Klára Gimnáziumban érettségizett, tanára(i): Simon Péter, Kotek László, fizika szakos hallgató, ELTE), I. díj.
- Szolnoki Lénárd (2008) (Debrecen, Református Kollégium Dóczy Gimnáziumában érettségizett, tanára(i): Tófalusi Péter, fizika szakos hallgató, BME), I. díj.
- Balogh Máté (2009) (Budapest, Fazekas Mihály Gimnázium 12. o., tanára(i): Horváth Gábor), II. díj.
- Lovas Lia Izabella (2009), Pécs, Leőwey Klára Gimnázium 12.o., tanára(i): Simon Péter), II. díj.
- Farkas Márton (2009) (Budapest, Fazekas Mihály Gimnázium 12. o., tanára(i): Horváth Gábor), III. díj.
- Aczél Gergely (2009) (Pápa, Református Kollégium Gimnáziuma 12. o., tanára(i): Somosi István), dicséret.
- Iván Dávid (2009) (Fonyód, Mátyás Király Gimnázium 12. o., tanára(i): Németh László), dicséret.
- Karsa Anita (2009) (Budapest, Fazekas Mihály Gimnázium 12. o., tanára(i): Horváth Gábor), dicséret.
- Szilágyi Zsombor (2008) (Budapest, Karinthy Frigyes Gimnáziumban érettségizett, tanára(i): Szilágyi László, fizika szakos hallgató, ELTE), dicséret.
- Wang Daqian (2010) (Budapest, Fazekas Mihály Gimnázium 11. o., tanára(i): Horváth Gábor), dicséret.

Eötvös 2007
- Werner Miklós (2007) (Budapest, Apáczai Csere János Gimnáziumban érettségizett, tanára(i): Flórik György, mérnök hallgató (BME), I. díj.
- Kónya Gábor (2007) (Budapest, Fazekas Mihály Gimnáziumban érettségizett, tanára(i): Horváth Gábor, egyetemi hallgató, ELTE), I. díj.
- Eisenberger András (2008), Budapest, Fazekas Mihály Gimnázium 12. o., tanára(i): Horváth Gábor), II. díj.
- Konczer József (2007) (Révkomárom, Selye János Gimnáziumban érettségizett, tanára(i): Hevesi Anikó, Szabó Endre, egyetemi hallgató, BME), II. díj.
- Szolnoki Lénárd (2008) (Debrecen, Református Kollégium Dóczy Gimnáziuma 12. o., tanára(i): Tófalusi Péter), III. díj.
- Kőrösi Márton (2007) (Békéscsaba, Szent-Györgyi Albert Gimnáziumban érettségizett, tanára(i): Varga István, egyetemi hallgató, ELTE), dicséret.
- Almási Gábor (2008) (Pécs, Leőwey Klára Gimnázium 12. o., tanára(i): Kotek László, Simon Péter), dicséret.
- Papp László (2007) (Románia, Margitta, Octavian Goga Nemzeti Kollégiumban érettségizett, tanára(i): Bogdán Károly, Veres Zoltán, egyetemi hallgató, ELTE), dicséret.
- Roósz Gergő (2007) (Szeged, Radnóti Miklós Gimnáziumban érettségizett, tanára(i): Mező Tamás, Mike János, egyetemi hallgató, SZTE), dicséret.
- Meszéna Balázs (2007) (Budapest, Fazekas Mihály Gimnáziumban érettségizett, tanára(i): Takács Lajos, egyetemi hallgató, ELTE), dicséret.
- Lovász László Miklós (2008) (Budapest, Fazekas Mihály Gimnázium 12. o., tanára(i): Horváth Gábor), dicséret.

Eötvös 2006
- Halász Gábor (2006) (Budapest, Radnóti Miklós Gimnáziumban érettségizett, tanára(i): Honyek Gyula, fizikus hallgató, ELTE), I. díj.
- Konczer József (2007) (Révkomárom, Selye János Gimnázium 12. o., tanára(i): Hevesi Anikó, Szabó Endre), II. díj.
- Kónya Gábor (2007) (Budapest, Fazekas Mihály Gimnázium 12. o., tanára(i): Horváth Gábor), II. díj.
- Meszéna Balázs (2007) (Budapest, Fazekas Mihály Gimnázium 12. o., tanára(i): Takács Lajos), II. díj.
- Széchenyi Gábor (2006) (Szolnok, Verseghy Ferenc Gimnáziumban érettségizett, tanára(i): Pécsi István, fizikus hallgató, ELTE), II. díj.
- Hasznos László (2007) (Szolnok, Varga Katalin Gimnázium 12. o., tanára(i): Balogh Béla), III. díj.
- Kőrösi Márton (2007) (Békéscsaba, Szent-Györgyi Albert Gimnázium 12. o., tanára(i): Varga István), III. díj.
- Molnár András (2006) (Budapest, Fazekas Mihály Gimnáziumban érettségizett, tanára(i): Horváth Gábor, mérnök hallgató, BME), III. díj.
- Szolnoki Lénárd (2008) (Debrecen, Református Kollégium Dóczy Gimnáziuma 11. o., tanára(i): Tófalusi Péter), III. díj.
- Bohus Péter (2007) (Budapest, Fazekas Mihály Gimnázium 12. o., tanára(i): Horváth Gábor), dicséret.
- Dücső Márton (2007) (Budapest, Fazekas Mihály Gimnázium 12. o., tanára(i): Horváth Gábor), dicséret.
- Farkas Ádám László (2007) (Miskolc, Földes Ferenc Gimnázium 12. o., tanára(i): Zámborszky Ferenc), dicséret.
- Mándi Gábor (2006) (Karcag, Tóth Árpád Gimnáziumban érettségizett, tanára(i): Kovács Miklós, mérnök hallgató, BME), dicséret.
- Megyeri Balázs (2007) (Budapest, Apáczai Csere János Gimnázium 12. o., tanára(i): Zsigri Ferenc), dicséret.
- Nagy Csaba (2007) (Budapest, Fazekas Mihály Gimnázium 12. o., tanára(i): Horváth Gábor), dicséret.
- Tanács Ferenc József (2007) (Szeged, Radnóti Miklós Gimnázium 12. o., tanára(i): Mike János, Mező Tamás), dicséret.
- Varga Bonbien (2007) (Budapest, Apáczai Csere János Gimnázium 12. o., tanára(i): Flórik György), dicséret.
- Werner Miklós (2007) (Budapest, Apáczai Csere János Gimnázium 12. o., tanára(i): Flórik György), dicséret.

Eötvös 2005
- Varjas Dániel (2005) (Dunaújváros, Széchenyi István Gimnáziumban érettségizett, tanára(i): Kispál István, mérnök-fizikus hallgató, BME), I. díj.
- Halász Gábor (2006) (Budapest, Radnóti Miklós Gimnázium 12. o., tanára(i): Honyek Gyula), II. díj.
- Kómár Péter (2005) (Budapest, Fazekas Mihály Gimnáziumban érettségizett, tanára(i): Dvorák Cecília, fizikus hallgató, ELTE), II. díj.
- Szolnoki Lénárd (2008) (Debrecen, Református Kollégium Dóczy Gimnáziuma 10. o., tanára(i): Tófalusi Péter), II. díj.
- Kónya Gábor (2007) (Budapest, Fazekas Mihály Gimnázium 11. o., tanára(i): Horváth Gábor), III. díj.
- Széchenyi Gábor (2006) (Szolnok, Verseghy Ferenc Gimnázium 12. o., tanára(i): Pécsi István), III. díj.
- Farkas Ádám László (2007) (Miskolc, Földes Ferenc Gimnázium 11. o., tanára(i): Zámborszky Ferenc), dicséret.
- Ferenczy Máté (2005) (Budapest, Fazekas Mihály Gimnáziumban érettségizett, tanára(i): Dvorák Cecília, mérnök-fizikus hallgató, BME), dicséret.
- Németh Balázs (2007) (Székesfehérvár, Tóparti Gimnázium 11. o., tanára(i): Tóthné Rohovszky Katalin), dicséret.
- Pálinkás András (2005) (Budapest, Piarista Gimnáziumban érettségizett, tanára(i): Futó Béla, fizikus hallgató, ELTE), dicséret.
- Paulin Roland (2006) (Budapest, Fazekas Mihály Gimnázium 12. o., tanára(i): Horváth Gábor), dicséret.
- Végh Sándor (2006) (Debrecen, Kossuth Lajos Gimnázium 12. o., tanára(i): Kirsch Éva, Szegedi Ervin), dicséret.

Eötvös 2004
- Sáfár Simon (2004) (Budaörs, Illyés Gyula Gimnáziumban érettségizett, tanára(i): Péter László, villamosmérnök hallgató, BME), I. díj.
- Varjas Dániel (2005) (Dunaújváros, Széchenyi István Gimnázium 12. o., tanára(i): Kispál István), I. díj.
- Rakyta Péter (2004) (Révkomárom, Selye János Gimnáziumban érettségizett, tanára(i): Szabó Endre, fizikus hallgató, ELTE), II. díj.
- Németh Adrián (2004) (Budapest, Fazekas Mihály Gimnáziumban érettségizett, tanára(i): Horváth Gábor, fizikus hallgató, ELTE), III. díj.
- Pálinkás András (2005) (Budapest, Piarista Gimnázium 12. o., tanára(i): Futó Béla), III. díj.
- Szabó Attila (2004) (Veszprém, Lovassy László Gimnáziumban érettségizett, tanára(i): Varga Vince, villamosmérnök hallgató, BME), III. díj.
- Mezei Márk (2004) (Budapest, Radnóti Miklós Gimnáziumban érettségizett, tanára(i): Rácz Mihály, fizikus hallgató, ELTE), kiemelt dicséret.
- Halász Gábor (2006) (Budapest, Radnóti Miklós Gimnázium 11. o., tanára(i): Honyek Gyula), dicséret.
- Kiss Péter (2005) (Budapest, Apáczai Csere János Gimnázium 12. o., tanára(i): Zsigri Ferenc), dicséret.
- Kómár Péter (2005) (Budapest, Fazekas Mihály Gimnázium 12. o., tanára(i): Dvorák Cecília), dicséret.
- Rácz Béla András (2004) (Budapest, Fazekas Mihály Gimnáziumban érettségizett, tanára(i): Horváth Gábor, matematikus hallgató, ELTE), dicséret.
- Vigh Máté (2004) (Pécs, Babits Mihály Gimnáziumban érettségizett, tanára(i): Koncz Károly, Kotek László, fizikus hallgató, ELTE), dicséret.

Eötvös 2003
- Horváth Márton (2004) (Budapest, Fazekas Mihály Gimnázium 12. o., tanára(i): Horváth Gábor), I. díj.
- Csóka Endre (2003) Debrecen, Fazekas Mihály Gimnáziumban érettségizett, tanára(i): Szegedi Ervin), II. díj.
- Kómár Péter (2005) (Budapest, Fazekas Mihály Gimnázium 11. o., tanára(i): Dvorák Cecília), II. díj.
- Backhausz Ágnes (2003) (Budapest, Fazekas Mihály Gimnáziumban érettségizett, tanára(i): Horváth Gábor, matematikus hallgató, ELTE), III. díj.
- Burmeister Dániel (2004) (Miskolc, Földes Ferenc Gimnázium 12. o., tanára(i): Zsúdel László), III. díj.
- Rakyta Péter (2004) (Révkomárom, Selye János Gimnázium 12. o., tanára(i): Szabó Endre), III. díj.
- Szekeres Balázs (2003) (Szolnok, Verseghy Ferenc Gimnáziumban érettségizett, tanára(i): Lapu Béla, mérnök-fizikus hallgató, BME), III. díj.
- Vigh Máté (2004) (Pécs, Babits Mihály Gimnázium 12. o., tanára(i): Koncz Károly, Kotek László), III. díj.
- Zsuga Sándor (2004) (Kecskemét, Bányai Júlia Gimnázium 12. o., tanára(i): Késmárki Andrásné), III. díj.
- Balogh László (2003) (Budapest, Fazekas Mihály Gimnáziumban érettségizett, tanára(i): Horváth Gábor, mérnök-fizikus hallgató, BME), dicséret.
- Nádor Csaba (2003) (Budapest, Kassák Lajos Gimnáziumban érettségizett, tanára(i): Magyari Gyula, mérnök-fizikus hallgató, BME), dicséret.
- Nagy Róbert (2005) (Budapest, Apáczai Csere János Gimnázium 11. o., tanára(i): Pákó Gyula), dicséret.
- Ruppert László (2003) (Pécs, Janus Pannonius Gimnáziumban érettségizett, tanára(i): Keresztesné Borsos Sarolta, Kotek László, matematikus hallgató, BME), dicséret.

Eötvös 2002
- Nagy Márton (2002) (Budapest, Piarista Gimnáziumban érettségizett, tanára(i): Futó Béla, fizikus hallgató, ELTE), I. díj.
- Béky Bence (2002) (Budapest, Fazekas Mihály Gimnáziumban érettségizett, tanára(i): Horváth Gábor, mérnök-fizikus hallgató, BME), II. díj.
- Tóth Sándor (2003) (Csongrád, Batsányi János Gimnázium 12. o., tanára(i): Szucsán András, Hilbert Margit), II. díj.
- Csóka Endre (2003) Debrecen, Fazekas Mihály Gimnázium 12. o., tanára(i): Kiszely Ildikó, Szegedi Ervin), III. díj.
- Siroki László (2002) (Debrecen, Fazekas Mihály Gimnáziumban érettségizett, tanára(i): Simon Gyula, Szegedi Ervin, műszaki informatikus hallgató, BME), III. díj.
- Szabó Áron (2004) (Debrecen, Fazekas Mihály Gimnázium 11. o., tanára(i): Simon Gyula, Szegedi Ervin), III. díj.
- Vehovszky Balázs (2003) (Budapest, Piarista Gimnázium 12. o., tanára(i): Futó Béla), III. díj.
- Balogh László (2003) (Budapest, Fazekas Mihály Gimnázium 12. o., tanára(i): Horváth Gábor), kiemelt dicséret.
- Geresdi Attila (2002) (Pécs, Árpád Fejedelem Gimnáziumban érettségizett, tanára(i): Kotek László, mérnök-fizikus hallgató, BME), dicséret.
- Hamar Gergő (2002) (Dombóvár, Illyés Gyula Gimnáziumban érettségizett, tanára(i): Freller Miklós, fizikus hallgató, ELTE), dicséret.
- Pápai Tivadar (2002) (Barcs, Dráva Völgye Középiskolában érettségizett, tanára(i): Horváth Ferenc, Kotek László, műszaki informatikus hallgató, BME), dicséret.
- Rácz Béla András (2004) (Budapest, Fazekas Mihály Gimnázium 11. o., tanára(i): Horváth Gábor), dicséret.

Eötvös 2001
- Nagy Ádám (2001) (Budapest, Szent István Gimnáziumban érettségizett, tanára(i): Moór Ágnes, mérnök-fizikus hallgató, BME), I-II. díj.
- Pápai Tivadar (2002) (Barcs, Dráva Völgye Középiskola 12. o., tanára(i): Horváth Ferenc), I-II. díj.
- Pozsgay Balázs (2001) (Pécs, Magyar-Német Nyelvű Iskolaközpontban érettségizett, tanára(i): Kotek László, fizikus hallgató, ELTE), I-II. díj.
- Siroki László (2002) (Debrecen, Fazekas Mihály Gimnázium 12. o., tanára(i): Simon Gyula, Szegedi Ervin), I-II. díj.
- Tóth Sándor (2003) (Csongrád, Batsányi János Gimnázium 11. o., tanára(i): Szucsán András, Hilbert Margit), I-II. díj.
- Varjú Péter (2001) (Szeged, Radnóti Miklós Gimnáziumban érettségizett, T. Dudás Zoltánné, matematikus hallgató, SZTE), I-II. díj.
- Bartos Imre (2001) Budapest, Móricz Zsigmond Gimnáziumban érettségizett, tanára(i): Részeg Anna, fizikus hallgató, ELTE), III. díj.
- Borbély Sándor (2001) (Marosvásárhely, Bolyai Farkas Elméleti Líceumban érettségizett, tanára(i): László József, fizika szakos hallgató, BBTE), III. díj.
- Nagy Márton (2002) (Budapest, Piarista Gimnázium 12. o., tanára(i): Futó Béla), III. díj.
- Novák Zoltán (2001) (Zalaegerszeg, Zrínyi Miklós Gimnáziumban érettségizett, tanára(i): Vadvári Tibor, műszaki informatika szakos hallgató, BME), III. díj.
- Balogh László (2003) (Budapest, Fazekas Mihály Gimnázium 11. o., tanára(i): Horváth Gábor), dicséret.
- Béky Bence (2002) (Budapest, Fazekas Mihály Gimnázium 12. o., tanára(i): Horváth Gábor), dicséret.
- Bori János Ferenc (2001) Budapest, Puskás Tivadar Távközlési Technikumban érettségizett, tanára(i): Alapiné Ecseri Éva, műszaki informatika szakos hallgató, BME), dicséret.
- Kalcsú Áron (2003) (Zalaegerszeg, Zrínyi Miklós Gimnázium 11. o., tanára(i): Pálovics Róbert), dicséret.
- Karaszi Mihály (2001) Kalocsa, Szent István Gimnáziumban érettségizett, tanára(i): Szőke Imre, mérnök-fizikus hallgató, BME), dicséret.
- Rácz Béla András (2004) (Budapest, Fazekas Mihály Gimnázium 10. o., tanára(i): Horváth Gábor), dicséret.
- Szekeres Balázs (2003) (Szolnok, Verseghy Ferenc Gimnázium 11. o., tanára(i): Lapu Béla), dicséret.

Eötvös 2000
- Buruzs Ádám (2000) (Szeged, Radnóti Miklós Gimnáziumban érettségizett, T. Mike János, Hilbert Margit, mérnök-fizikus hallgató, BME), I. díj.
- Pozsgay Balázs (2001) (Pécs, Magyar-Német Nyelvű Iskolaközpont 12. o., tanára(i): Kotek László), II. díj.
- Siroki László (2002) (Debrecen, Fazekas Mihály Gimnázium 11. o., tanára(i): Adorján László, Szegedi Ervin), II. díj.
- Béky Bence (2002) (Budapest, Fazekas Mihály Gimnázium 11. o., tanára(i): Horváth Gábor), III. díj.
- Gáspár Merse Előd (2000) (Budapest, Fazekas Mihály Gimnáziumban érettségizett, tanára(i): Horváth Gábor, fizikus hallgató, ELTE), III. díj.
- Hegedűs Ákos (2000) (Pécs, Ciszterci Rendi Nagy Lajos Gimnáziumban érettségizett 12. o., tanára(i): Orovica Márkné, Kotek László, fizikus hallgató, ELTE), III. díj.
- Máthé András (2000) (Budapest, Apáczai Csere János Gimnázium, tanára(i): Flórik György, matematikus hallgató, ELTE), III. díj.
- Pápai Tivadar (2002) (Barcs, Dráva Völgye Középiskola 11. o., tanára(i): Horváth Ferenc), III. díj.
- Pesti Gábor (2001) (Nagykanizsa, Batthyány Lajos Gimnázium 12. o., tanára(i): Piriti János), III. díj.
- Schmidt András (2001) (Budapest, Szent István Gimnázium 12. o., tanára(i): Moór Ágnes), III. díj.
- Csillag Kristóf Béla (2000) (Püspökladány, Karacs Ferenc Gimnáziumban érettségizett, tanára(i): Szerdi János, Szegedi Ervin, műszaki informatika szakos hallgató, BME), dicséret.
- Hegedűs Zoltán Csaba (2000) (Miskolc, Andrássy Gyula Műszaki Középiskolában érettségizett, tanára(i): Gonda Gáspár, programtervező matematikus szakos hallgató, SZTE), dicséret.
- Patay Gergely (2000) (Debrecen, Tóth Árpád Gimnáziumban érettségizett, tanára(i): Kovács Miklós, Szegedi Ervin, mérnök-fizikus hallgató, BME), dicséret.
- Pápai Péter (2001) (Barcs, Dráva Völgye Középiskola 12. o., tanára(i): Horváth Ferenc), dicséret.

Eötvös 1999
- Terpai Tamás (1999) (Budapest, Fazekas Mihály Gimnáziumban érettségizett, tanára(i): Horváth Gábor, matematikus hallgató, ELTE), I. díj.
- Hegedűs Ákos (2000) (Pécs, Ciszterci Rendi Nagy Lajos Gimnázium 12. o., tanára(i): Orovica Márkné), II. díj.
- Katona Gergely (1999) (Budapest, Trefort Ágoston Gimnáziumban érettségizett, tanára(i): Szörényi Zoltán, fizikus hallgató, ELTE), II. díj.
- Pesti Gábor (2001) (Nagykanizsa, Batthyány Lajos Gimnázium 11. o., tanára(i): Piriti János), II. díj.
- Péterfalvi Csaba (1999) (Szekszárd, Garay János Gimnáziumban érettségizett, tanára(i): Bayer József, geofizikus hallgató, ELTE), II. díj.
- Tóth Bálint (1999) (Budapest, Fazekas Mihály Gimnáziumban érettségizett, tanára(i): Horváth Gábor), II. díj.
- Béky Bence (2002) (Budapest, Fazekas Mihály Gimnázium 10. o., tanára(i): Horváth Gábor), III. díj.
- Csillag Kristóf (2000) (Püspökladány, Karacs Ferenc Gimnázium 12. o., tanára(i): Lajtosné Buzási Márta), III. díj.
- Gáspár Merse Előd (2000) (Budapest, Fazekas Mihály Gimnázium 12. o., tanára(i): Horváth Gábor), III. díj.
- Patay Gergely (2000) (Debrecen, Tóth Árpád Gimnázium 12. o., tanára(i): Kovács Miklós, Szegedi Ervin), III. díj.
- Buruzs Ádám (2000) (Szeged, Radnóti Miklós Gimnázium 12. o., tanára(i): Mike János), dicséret.
- Czigler István (2000) (Budapest, Lauder Javne Gimnázium 12. o., tanára(i): Tóth Eszter), dicséret.
- Kenyeres Péter (1999) (Zalaegerszeg, Zrínyi Miklós Gimnáziumban érettségizett, tanára(i): Pálovics Róbert, orvostanhallgató, POTE), dicséret.

Eötvös 1998
- Sarlós Ferenc (1998) (Baja, III. Béla Gimnáziumban érettségizett, tanára(i): Polgár László, Szkladányi András, Hilbert Margit, fizikus hallgató, JATE), I. díj.
- Végh Dávid (1998) (Budapest, Fazekas Mihály Gimnáziumban érettségizett, tanára(i): Horváth Gábor, fizikus hallgató, ELTE), I. díj.
- Rozsonday Gerzson (1999) (Debrecen, KLTE Gyakorlógimnázium 12. o., tanára(i): Kirsch Éva, Szegedi Ervin), II. díj.
- Somogyi Gábor (1998) (Debrecen, Tóth Árpád Gimnáziumban érettségizett, tanára(i): Baló Péter, fizikus hallgató, KLTE), II. díj.
- Terpai Tamás (1999) (Budapest, Fazekas Mihály Gimnázium 12. o., tanára(i): Horváth Gábor), II. díj.
- Gulyás Nándor (1999) (Mezőkovácsháza, Hunyadi János Gimnázium 12. o., tanára(i): Sallai István, Varga István), III. díj.
- Hegedűs Ákos (2000) (Pécs, Ciszterci Rendi Nagy Lajos Gimnázium 11. o., tanára(i): Orovica Márkné), III. díj.
- Kormos Márton (1998) (Debrecen, KLTE Gimnáziumban érettségizett, tanára(i): Szegedi Ervin, Farkas József, fizikus hallgató, ELTE), III. díj.
- Máthé András (2000) (Budapest, Apáczai Csere János Gimnázium 11. o., tanára(i): Tóth Attila, Flórik György), III. díj.
- Szőke Szilárd Zsigmond (1998) (Temesvár, Bartók Béla Líceum, tanára(i): Toró T. Tibor, Benedek István, mérnök hallgató, Temesvári Műszaki Egyetem), III. díj.
- Bálint Imre (1998) (Szeged, Ságvári Endre Gimnáziumban érettségizett, tanára(i): Homolya Ernő, fizikus hallgató, ELTE), dicséret.
- Császár Balázs (1998) (Szombathely, Premontrei Rendi Szent Norbert Gimnáziumban érettségizett, tanára(i): Heigl István, Kovács László, mérnök-fizikus hallgató, BME), dicséret.
- Katona Gergely (1999) (Budapest, Trefort Ágoston Gimnázium 12. o., tanára(i): Szörényi Zoltán), dicséret.
- Nagy Kálmán (1999) (Budapest, Veres Péter Gimnázium 12. o., tanára(i): Varga Mária), dicséret.
- Pogány Ádám (1998) (Budapest, Fazekas Mihály Gimnáziumban érettségizett, tanára(i): Horváth Gábor, fizikus hallgató, ELTE), dicséret.
- Rácz Balázs (1999) (Budapest, Veres Péter Gimnázium 12. o., tanára(i): Varga Mária), dicséret.
- Tóth Bálint (1999) (Budapest, Fazekas Mihály Gimnázium 12. o., tanára(i): Horváth Gábor, Dvorák Cecília), dicséret.
- Tóth Gyula (1999) (Debrecen, Tóth Árpád Gimnázium 12. o., tanára(i): Kovács Miklós), dicséret.

Eötvös 1997
- Kovács Gábor (1997) (Sopron, Berzsenyi Dániel Evangélikus Líceumban érettségizett, tanára(i): Lang Jánosné, fizikus hallgató, ELTE), II. díj.
- Várkonyi Péter (1997) (Budapest, Fazekas Mihály Gimnáziumban érettségizett, tanára(i): Horváth Gábor, építészmérnök hallgató, BME), II. díj.
- Egri Győző (1997) (Budapest, Alternatív Közgazdasági Gimnáziumban érettségizett, tanára(i): Korom Pál, fizikus hallgató, ELTE), III. díj.
- Gyurkó Martin (1998) (Zalaegerszeg, Ságvári Endre Gimnázium 12. o., tanára(i): Rádulyné Horváth Katalin), III. díj.
- Koncz Imre (1997) (Budapest, Fazekas Mihály Gimnáziumban érettségizett, tanára(i): Horváth Gábor, műszaki menedzser szakos hallgató, BME), III. díj.
- Bérczi Gergely (1998) (Szeged, Ságvári Endre Gimnázium 12. o., tanára(i): Tóth Károly), dicséret.
- Boja Bence (1998) (Budapest, Árpád Gimnázium 12. o., tanára(i): Schuszter Ferenc), dicséret.
- Jakabfy Tamás (1997) (Zalaegerszeg, Zrínyi Miklós Gimnáziumban érettségizett, tanára(i): Vadvári Tibor, alkalmazott matematikus hallgató, ELTE), dicséret.
- Karádi Richárd (1998) (Győr, Révai Miklós Gimnázium 12. o., tanára(i): Nagy Attila, Somogyi Sándor), dicséret.
- Mátrai Tamás (1997) (Budapest, Fazekas Mihály Gimnáziumban érettségizett, tanára(i): Horváth Gábor, matematikus hallgató, ELTE), dicséret.
- Felföldi Zsolt (1999) (Budapest, Fazekas Mihály Gimnázium 11. o., tanára(i): Horváth Gábor, Dvorák Cecília), dicséret.
- Kormos Márton (1998) (Debrecen, KLTE Gyakorlógimnázium 12. o., tanára(i): Farkas József, Szegedi Ervin), dicséret.
- Péterfalvi Csaba (1999) (Szekszárd, Garay János Gimnázium 11. o., tanára(i): Bayer József), dicséret.
- Pogány Ádám (1998) (Budapest, Fazekas Mihály Gimnázium 12. o., tanára(i): Horváth Gábor), dicséret.
- Sarlós Ferenc (1998) (Baja, III. Béla Gimnázium 12. o., tanára(i): Polgár László), dicséret.

Eötvös 1996
- Kurucz Zoltán (1996) Szolnok, Varga Katalin Gimnáziumban érettségizett, tanára(i): Vincze Gábor, fizikus hallgató, ELTE), I. díj.
- Biró Domokos Botond (1996) (Marosvásárhely, Bolyai Farkas Elméleti Líceumban érettségizett, tanára(i): Biró Tibor, számítástechnika szakos hallgató, Kolozsvár), II. díj.
- Tóth Gábor Zsolt (1996) (Budapest, Árpád Gimnáziumban érettségizett, tanára(i): Vankó Péter, fizikus hallgató, ELTE), II. díj.
- Varga Tamás (1996) (Révkomárom, Selye János Gimnáziumban érettségizett, tanára(i): Szabó Endre, fizikus hallgató, ELTE), II. díj.
- Gröller Ákos (1996) (Budapest, Fazekas Mihály Gimnáziumban érettségizett, tanára(i): Horváth Gábor, matematikus hallgató, ELTE), III. díj.
- Hochsteiger Ákos (1997) (Szekszárd, Garay János Gimnázium IV. o., tanára(i): Pesti Gyula), III. díj.
- Kovács András (1996) (Budapest, Fazekas Mihály Gimnáziumban érettségizett, tanára(i): Horváth Gábor, műszaki informatika szakos hallgató, BME), III. díj.
- Mátrai Tamás (1997) (Budapest, Fazekas Mihály Gimnázium IV. o., tanára(i): Horváth Gábor), III. díj.
- Négyesi Gábor (1997) (Eger, Szilágyi Erzsébet Gimnázium IV. o., tanára(i): Flaskay Miklós, Burom Mária), III. díj.
- Sexty Dénes (1997) (Eger, Neumann János Szakközépiskola és Gimnázium IV. o., tanára(i):  Pecsenye Pálné), III. díj.
- Kálmán Barnabás (1996) (Budapest, Apáczai Csere János Gimnáziumban érettségizett, tanára(i): Flórik György, műszaki informatika szakos hallgató, BME), dicséret.
- Nagy Szilvia (1996) (Győr, Révai Miklós Gimnáziumban érettségizett, tanára(i): Kolozsváry Ernőné, Székely László, mérnök-fizikus hallgató, BME), dicséret.
- Nagy Zoltán (1996) (Szeged, Ságvári Endre Gimnáziumban érettségizett, tanára(i): Homolya Ernő, fizikus hallgató, JATE), dicséret.
- Nyakas Péter (1997) (Zalaegerszeg, Zrínyi Miklós Gimnázium IV. o., tanára(i): Vadvári Tibor), dicséret.
- Wagner Róbert (1997) (Pannonhalma, Bencés Gimnázium IV. o., tanára(i): Hirka Antal, Rábai László), dicséret.

Eötvös 1995
- Tóth Gábor Zsolt (1996) (Budapest, Árpád Gimnázium IV. o., tanára(i): Vankó Péter), I. díj.
- Bárász Mihály (1996) (Budapest, Fazekas Mihály Gimnázium IV. o., tanára(i): Horváth Gábor), II. díj.
- Lengyel Krisztián (1995) (Cegléd, Kossuth Lajos Gimnáziumban érettségizett, tanára(i): Tűri László), II. díj.
- Lovas Rezső (1996) (Debrecen, KLTE Gyakorlógimnázium IV. o., tanára(i): Dudics Pál, Kirsch Éva, Szegedi Ervin), II. díj.
- Fazekas Péter (1996) (Budapest, Apáczai Csere János Gimnázium IV. o., tanára(i): Flórik György), III. díj.
- Hegyes István (1996) (Nyíregyháza, Kossuth Lajos Evangélikus Gimnázium IV. o., tanára(i): Módis Ákos), III. díj.
- Szabó János Zoltán (1995) (Budapest, Apáczai Csere János Gimnáziumban érettségizett, tanára(i): Zsigri Ferenc, műszaki informatika szakos hallgató, BME), III. díj.
- Varga Dezső (1995) (Miskolc, Földes Ferenc Gimnáziumban érettségizett, tanára(i): Szabó Kálmán, fizikus hallgató, ELTE), III. díj.
- Kurucz Zoltán (1996) (Szolnok, Varga Katalin Gimnázium IV. o., tanára(i): Vincze Gábor), dicséret.
- Perényi Márton (1996) (Budapest, Fazekas Mihály Gimnázium IV. o., tanára(i): Horváth Gábor), dicséret.
- Agod Attila (1996) (Debrecen, Tóth Árpád Gimnázium IV. o., tanára(i): Kovács Miklós), dicséret.
- Biró Domokos Botond (1996) (Marosvásárhely, Bolyai Farkas Elméleti Líceum IV. o., tanára(i): Bíró Tibor), dicséret.
- Csonka Szabolcs (1996) (Budapest, Árpád Gimnázium IV. o., tanára(i): Vankó Péter), dicséret.
- Farkas Illés (1995) (Budapest, Apáczai Csere János Gimnáziumban érettségizett, tanára(i): Pákó Gyula), dicséret.
- Frenkel Péter (1997) (Budapest, Fazekas Mihály Gimnázium III. o., tanára(i): Horváth Gábor), dicséret.
- Lohner Roland (1995) (Esztergom, Temesvári Pelbárt Ferences Gimnáziumban érettségizett, tanára(i): Halmai László, műszaki informatika szakos hallgató, BME), dicséret.
- Németh Tibor (1995) (Győr, Révai Miklós Gimnáziumban érettségizett, tanára(i): Somogyi Sándor, műszaki informatika szakos hallgató, BME), dicséret.
- Vörös Zoltán (1996) (Tiszavasvári, Váci Mihály Gimnázium IV. o., tanára(i): Víg Csaba), dicséret.

Eötvös 1994
- Horváth Péter (1995) (Budapest, Fazekas Mihály Gimnázium IV. o., tanára(i): Horváth Gábor), I-II. díj.
- Kovács Krisztián (1995) (Békéscsaba, Kemény Gábor Szakközépiskola IV. o., tanára(i): Mekis László, Varga István), I-II. díj.
- Varga Dezső (1995) (Miskolc, Földes Ferenc Gimnázium IV. o., tanára(i): Szabó Kálmán), I-II. díj.
- Borsányi Szabolcs (1995) (Budapest, Piarista Gimnázium IV. o., tanára(i): Görbe László), III. díj
- Burcsi Péter (1996) (Pápa, Türr István Gimnázium III. o., tanára(i): Németh Zsolt), III. díj.
- Futó Gábor (1994) (Budapest, Fazekas Mihály Gimnáziumban érettségizett, tanára(i): Horváth Gábor, matematikus hallgató, ELTE), III. díj.
- Juhász Sándor (1995) (Budapest, Fazekas Mihály Gimnázium IV. o., tanára(i): Horváth Gábor), III. díj.
- Koblinger Egmont (1995) (Budapest, Fazekas Mihály Gimnázium IV. o., tanára(i): Horváth Gábor), III. díj.
- Mizera Ferenc (1994) (Révkomárom, Selye János Gimnáziumban érettségizett, tanára(i): Szakál Ildikó, Spátai Lotár, Szabó Endre, fizikus hallgató, ELTE), III. díj.
- Tóth Gábor Zsolt (1996) (Budapest, Árpád Gimnázium III. o., tanára(i): Vankó Péter), III. díj.
- Halbritter András (1994) (Győr, Czuczor Gergely Bencés Gimnáziumban érettségizett, tanára(i): Csonka László, mérnök-fizikus hallgató, BME), dicséret.
- Bárász Mihály (1996) (Budapest, Fazekas Mihály Gimnázium III. o., tanára(i): Horváth Gábor), dicséret.
- Várhegyi Péter (1994) (Budapest, Fazekas Mihály Gimnáziumban érettségizett, tanára(i): Horváth Gábor, mérnök-fizikus hallgató, BME), dicséret.
- Koncz Imre (1997) (Budapest, Fazekas Mihály Gimnázium II. o., tanára(i): Horváth Gábor), dicséret.
- Lovas Rezső (1996) (Debrecen, KLTE Gyakorlógimnázium III. o., tanára(i): Dudics Pál, Kirsch Éva, Szegedi Ervin), dicséret.
- Feldmann Márton (1995) (Sopron, Vas- és Villamosipari Szakközépiskola IV. o., tanára(i): Lendvay Péterné), jegyzőkönyvi dicséret.
- Juhász Bertalan (1995) (Debrecen, KLTE Gyakorlógimnázium IV. o., tanára(i): Dudics Pál), jegyzőkönyvi dicséret.
- Madarassy Pál (1994) (Budapest, Fazekas Mihály Gimnáziumban érettségizett, tanára(i): Horváth Gábor, térképész hallgató, ELTE), jegyzőkönyvi dicséret.
- Radnóti Gergely (1995) (Paks, Vak Bottyán Gimnázium IV. o., tanára(i): Horváthné Szabó Julianna, Gálosiné Kimle Mária), jegyzőkönyvi dicséret.
- Salk Miklós (1995) (Pécs, Babits Mihály Gimnázium IV. o., tanára(i): Koncz Károly), jegyzőkönyvi dicséret.

Eötvös 1993
- Katz Sándor (1993) (Bonyhád, Petőfi Sándor Gimnáziumban érettségizett, tanára(i): Jurisits József, Erdélyesi János, Kotek László, fizikus hallgató, ELTE), I. díj.
- Veres Gábor (1993) (Balassagyarmat, Balassi Bálint Gimnáziumban érettségizett, tanára(i): Fűrész István, Bognár Mihályné, fizikus hallgató, ELTE), II. díj.
- Prohászka Zoltán (1994), Budapest, Veres Pálné Gimnázium IV. o., tanára(i): Oporné Fodor Mária), II. díj.
- Gefferth András (1993) (Budapest, Fazekas Mihály Gimnáziumban érettségizett, tanára(i): Horváth Gábor, informatika szakos hallgató, BME), II. díj.
- Futó Gábor (1994) (Budapest, Fazekas Mihály Gimnázium IV. o., tanára(i): Horváth Gábor), II. díj.
- Burcsi Péter (1996) (Pápa, Türr István Gimnázium II. o., tanára(i): Németh Zsolt), II. díj.
- Kovács Krisztián (1995) (Békéscsaba, Kemény Gábor Szakközépiskola III. o., tanára(i): Mekis László), III. díj.
- Varga Dezső (1995) (Miskolc, Földes Ferenc Gimnázium III. o., tanára(i): Szabó Kálmán), III. díj.
- Székely Sándor (1993) (Kecskemét, Katona József Gimnáziumban érettségizett, tanára(i): Németh Ágnes, informatikus hallgató, ELTE), III. díj.
- Költl Péter (1994) (Győr, Révai Miklós Gimnázium IV. o., tanára(i): Székely László), III. díj.
- Farkas Zénó (1993) (Győr, Révai Miklós Gimnáziumban érettségizett, tanára(i): Takács István, fizikus hallgató, ELTE), III. díj.

Eötvös 1992
- Katz Sándor (1993) (Bonyhád, Petőfi Sándor Gimnázium IV. o., tanára(i): Jurisits József, Erdélyesi János), I. díj.
- Dornbach Péter (1993) (Budapest, Apáczai Csere János Gimnázium IV. o., tanára(i): Flórik György), III. díj.
- Gefferth András (1993) (Budapest, Fazekas Mihály Gimnázium IV. o., tanára(i): Horváth Gábor), III. díj.
- Horvai Péter (1994) (Budapest, Fazekas Mihály Gimnázium III. o., tanára(i): Horváth Gábor), III. díj.
- Maulis Ádám (1992) (Budapest, Széchenyi István Gimnáziumban érettségizett, tanára(i): Draskóczy Pál, Inges János, matematika-fizika szakos hallgató, ELTE), III. díj.
- Papp Zsombor (1993) (Zalaegerszeg, Zrínyi Miklós Gimnázium IV. o., tanára(i): Vadvári Tibor), III. díj.
- Pálfalvi László (1994) (Pécs, Apáczai Csere János Gimnázium III. o., tanára(i): Keczer Zoltán), III. díj.
- Somogyvári Zoltán (1993) (Budapest, Radnóti Miklós Gimnázium IV. o., tanára(i): Tomcsányi Péter), III. díj.
- Tóth Gábor (1993)(?) (Budapest, Újpesti Műszaki Középiskola), III. díj.
- Veisz László (1992) (Budapest, Budai Nagy Antal Gimnáziumban érettségizett, tanára(i): Tóth Csaba, fizikus hallgató, ELTE), III. díj.
- Pafka Szilárd (1992) (Románia, Borosjenői Gimnáziumban érettségizett, tanára(i): Otmar Huhn, fizikus, ELTE), dicséret.
- Prohászka Zoltán (1994) (Budapest, Veres Pálné Gimnázium III. o., tanára(i): Oporné Fodor Mária), dicséret.
- Székely Sándor (1993) (Kecskemét, Katona József Gimnázium IV. o., tanára(i): Németh Ágnes), dicséret.
- Veres Gábor (1993) (Balassagyarmat, Balassi Bálint Gimnázium IV. o., tanára(i): Bognár Mihályné, Fűrész István), dicséret.

Eötvös 1991
- Bodor András (1991) (Budapest, Apáczai Csere János Gimnáziumban érettségizett, tanára(i): Zsigri Ferenc, fizikus hallgató, ELTE), I. díj.
- Káli Szabolcs (1991) Budapest, Fazekas Mihály Gimnáziumban érettségizett, tanára(i): Horváth Gábor, fizikus hallgató, ELTE), I. díj.
- Egyedi Péter (1991) (Pécs, Leővey Klára Gimnáziumban érettségizett IV. o., tanára(i): Csikós Istvánné, Kotek László, villamosmérnök hallgató, BME), II-III. díj.
- Gefferth András (1993) (Budapest, Fazekas Mihály Gimnázium III. o., tanára(i): Tóth László, Horváth Gábor), II-III. díj.
- Katz Sándor (1993) (Bonyhád, Petőfi Sándor Gimnázium III. o., tanára(i): Erdélyesi János), II-III. díj.
- Kőszegi Botond (1992) (Budapest, Fazekas Mihály Gimnázium IV. o., tanára(i): Horváth Gábor), II-III. díj.
- Miklós György (1991) (Budapest, I. István Gimnáziumban érettségizett, tanára(i): Kovács István, villamosmérnök hallgató, BME), II-III. díj.
- Nagy Benedek (1991) (Debrecen, KLTE Gimnáziumban érettségizett, tanára(i): Dudics Pál, fizikus hallgató, KLTE), II-III. díj.
- Rózsa Balázs (1992) (Budapest, Fazekas Mihály Gimnázium IV. o., tanára(i): Horváthné Dvorák Cecília), II-III. díj.
- Szendrői Balázs (1992) (Budapest, Fazekas Mihály Gimnázium IV. o., tanára(i): Horváth Gábor), II-III. díj.
- Álmos Attila (1992) (Budapest, Berzsenyi Dániel Gimnázium IV. o., tanára(i): Istók Katalin), dicséret.
- Boncz András (1991) (Zalaegerszeg, Zrínyi Miklós Gimnáziumban érettségizett, tanára(i): Pálovics Róbert, matematikus hallgató, ELTE), dicséret.
- Egedi Péter (1992) (Szeged, Radnóti Miklós Gimnázium IV. o., tanára(i): Mike János), dicséret.
- Nagy Gyula (1992) (Jászberény, Erősáramú Szakközépiskola IV. o., tanára(i): Bakki Árpád), dicséret.
- Nemes Norbert Marcell (1992) (Budapest, Fazekas Mihály Gimnázium IV. o., tanára(i): Horváth Gábor), dicséret.
- Somlai Ákos (1991) (Pécs, Nagy Lajos Gimnáziumban érettségizett, tanára(i): Orovicza Márkné, villamosmérnök hallgató, BME), dicséret.

Eötvös 1990
- Bodor András (1991) (Budapest, Apáczai Csere János Gimnázium IV. o., tanára(i): Tóth Attila, Zsigri Ferenc), I. díj.
- Horváth Tibor (1990) (Kecskemét, Katona József Gimnázium IV. o., tanára(i): Kocsisné Domján Erzsébet), II. díj.
- Zóka Gábor (1990) (Nagyatád, Ady Endre Gimnáziumban érettségizett, tanára(i): Knapp Ottó, villamosmérnök hallgató), II. díj.
- Egyedi Péter (1991) (Pécs, Leővey Klára Gimnázium IV. o., tanára(i): Csikós Istvánné), III. díj.
- Maróti Miklós (1991) (Szeged, Radnóti Miklós Gimnázium IV. o., tanára(i): Dudás Zoltánné), III. díj.
- Tokodi Tamás (1990) (Szeged, Ságvári Miklós Gimnáziumban érettségizett, tanára(i): Kocsis Vilmos, Győri István, fizikus hallgató, JATE), III. díj.
- Hegedűs Pál (1991) (Sopron, Berzsenyi Dániel Gimnázium IV. o., tanára(i): Lang Jánosné), dicséret.
- Kiss Gyula (1991) (Zalaegerszeg, Zrínyi Miklós Gimnázium IV. o., tanára(i): Pálovics Róbert), dicséret.
- Falus Péter (1991) (Budapest, Ságvári Endre Gimnázium IV. o., tanára(i): Honyek Gyula), dicséret.
- Gulyás Ferenc (1991) (Pécs, Zipernovszky Károly Szakközépiskola IV. o., tanára(i): Kiss Jenő), dicséret.
- Csilling Ákos (1990) (Budapest, Fazekas Mihály Gimnáziumban érettségizett, tanára(i): Horváth Gábor, fizikus hallgató, ELTE), dicséret.
- Földvári Zoltán (1991) (Veszprém, Lovassy László Gimnázium IV. o., tanára(i): Farkas István), dicséret.
- Bilics Péter (1991) (Budapest, Fazekas Mihály Gimnázium IV. o., tanára(i): Horváth Gábor), dicséret.

Eötvös 1989
- Antal Csaba (1989) (Apáczai Csere János Gimnáziumban érettségizett, tanára(i): Flórik György, villamosmérnök hallgató, BME), I. díj.
- Rékasi János (1990) (Gyöngyös, Berze Nagy János Gimnázium IV. o., tanára(i): Kiss Lajos), I. díj.
- Laux Ádám (1990) (Budapest, Táncsics Mihály Gimnázium IV. o., tanára(i): Holicsné Csejk Gabriella, Szabó László), II. díj.
- Somfai Ellák (1989) (Pápa, Petőfi Sándor Gimnáziumban érettségizett, tanára(i): Dankó Ferenc, fizikus hallgató, ELTE), II. díj.
- Szabó Szilárd (1989) (Budapest, Apáczai Csere János Gimnáziumban érettségizett, tanára(i): Holics László, fizikus hallgató, ELTE), II. díj.
- Boncz András (1991) (Zalaegerszeg, Zrínyi Miklós Gimnázium III. o., tanára(i): Pálovics Róbert), III. díj.
- Késmárki Szabolcs (1989) (Kecskemét, Bányai Júlia Gimnáziumban érettségizett, tanára(i): Borsos Ferenc, villamosmérnök hallgató, BME), III. díj.
- Kovács Attila (1990) (Debrecen, Mechwart András Gépipari Szakközépiskola IV. o., tanára(i): Kopcsa József), III. díj.
- Fülöp Gábor (1990) (Budapest, Fazekas Mihály Gimnázium IV. o., tanára(i): Horváth Gábor), dicséret.
- Horváth Tibor (1990) (Kecskemét, Katona József Gimnázium IV. o., tanára(i): Kocsisné Domján Erzsébet), dicséret.

Eötvös 1988
- Fucskár Attila (1988) (Budapest, Kaffka Margit Gimnáziumban érettségizett, tanára(i): Jánosi Ilona, matematikus hallgató, ELTE), I. díj.
- Hauer Tamás (1988) (Budapest, Apáczai Csere János Gimnáziumban érettségizett, tanára(i): Kelemen László, fizikus hallgató, ELTE), I. díj.
- Csahók Zoltán (1988) (Budapest, Fazekas Mihály Gimnáziumban érettségizett, tanára(i): Horváth Gábor, fizikus hallgató, ELTE), II. díj.
- Demeter Gábor (1989) (Budapest, Móricz Zsigmond Gimnázium IV. o., tanára(i): Tarnócziné Gedeon Melitta), II. díj.
- Szabó Szilárd (1989) (Budapest, Apáczai Csere János Gimnázium IV. o., tanára(i): Holics László), II. díj.
- Csilling Ákos (1990) (Budapest, Fazekas Mihály Gimnázium III. o., tanára(i): Horváth Gábor), III. díj.
- Keleti Tamás (1988) (Budapest, Fazekas Mihály Gimnáziumban érettségizett, tanára(i): Horváth Gábor, matematikus, ELTE), III. díj.
- Pásztor Gábor (1989) (Miskolc, Földes Ferenc Gimnázium IV. o., tanára(i): Zámborszky Ferenc), III. díj.
- Lencse Gábor (1989) (Győr, Révai Miklós Gimnázium IV. o., tanára(i): Jagudits György, Takács István), dicséret.
- Somfai Ellák (1989) (Pápa, Petőfi Sándor Gimnázium IV. o., tanára(i): Dankó Ferenc), dicséret.

Eötvös 1987
- Gyuris Viktor (1987) (Budapest, Fazekas Mihály Gimnáziumban érettségizett, tanára(i): Horváth Gábor, honvéd), II. díj.
- Nagy Gergely (1987) (Budapest, József Attila Gimnáziumban érettségizett, tanára(i): Sarkadi Ildikó, egyetemi hallgató, BME), II. díj.
- Páczelt Ferenc (1987) (Budapest, Móricz Zsigmond Gimnáziumban érettségizett, tanára(i): Sikó Attiláné, honvéd), II. díj.
- Cynolter Gábor (1987) (Budapest, Fazekas Mihály Gimnáziumban érettségizett, tanára(i): Horváth Gábor), III. díj.
- Fucskár Attila (1988) (Budapest, Kaffka Margit Gimnázium IV. o., tanára(i): Jánosi Ilona), III. díj.
- Jakab Péter (1988) (Szolnok, Verseghy Ferenc Gimnázium IV. o., tanára(i): Sebestyén István), III. díj.
- Kégl Balázs (1988) (Budapest, Apáczai Csere János Gimnázium IV. o., tanára(i): Zsigri Ferenc), III. díj.
- Kiss Tamás (1988) (Budapest, József Attila Gimnázium IV. o., tanára(i): Tóth Eszter), III. díj.
- Derényi Imre (1988) (Győr, Révai Miklós Gimnázium IV. o., tanára(i): Székely László), dicséret.
- Lang András (1988) (Győr, Révai Miklós Gimnázium IV. o., tanára(i): Bőnyi Mihály, Jagurits György, Székely László), dicséret.

Eötvös 1986
- Kaiser András (1986) (Budapest, Fazekas Mihály Gimnáziumban érettségizett, tanára(i): Horváth Gábor, villamosmérnök hallgató, BME), I. díj.
- Kohári Zsolt (1986) (Budapest, Fazekas Mihály Gimnáziumban érettségizett, tanára(i): Horváth Gábor, villamosmérnök hallgató, BME), I. díj.
- Drasny Gábor (1988) (Budapest, Fazekas Mihály Gimnázium III. o., tanára(i): Horváth Gábor), II. díj.
- Jakovác Antal (1986) (Budapest, Apáczai Csere János Gimnáziumban érettségizett, tanára(i): Kelemen László, honvéd), III. díj.
- Ligeti Zoltán (1986) (Budapest, Fazekas Mihály Gimnáziumban érettségizett, tanára(i): Horváth Gábor, fizikus hallgató, ELTE), III. díj.
- Montágh Balázs (1986) (Budapest, Fazekas Mihály Gimnáziumban érettségizett, tanára(i): Horváth Gábor, matematikus hallgató, ELTE), III. díj.
- Cynolter Gábor (1987) (Budapest, Fazekas Mihály Gimnázium IV. o., tanára(i): Horváth Gábor), III. díj.
- Gyuris Viktor (1987) (Budapest, Fazekas Mihály Gimnázium IV. o., tanára(i): Horváth Gábor), III. díj.
- Benczúr András (1987) (Budapest, Fazekas Mihály Gimnázium IV. o., T. Horváth Gábor), dicséret.
- Török Balázs (1987) (Budapest, I. István Gimnázium IV. o., T. Moór Ágnes), dicséret.

Eötvös 1985
- Kaiser András (1986) (Budapest, Fazekas Mihály Gimnázium IV. o., tanára(i): Horváth Gábor), I. díj.
- Kós Géza (1986) (Budapest, Berzsenyi Dániel Gimnázium IV. o., tanára(i): Pappné Kovács Katalin), I. díj.
- Pfeil Tamás (1985) (Dunaújváros, Münnich Ferenc Gimnáziumban érettségizett, tanára(i): Székelyi Sándorné, matematikus hallgató, ELTE), I. díj.
- Tasnádi Tamás (1987) (Budapest, I. István Gimnázium III. o., tanára(i): Moór Ágnes), II. díj.
- Matyasi Gábor (1986) (Kazincbarcika, Ságvári Endre Gimnázium IV. o., T. Pászty Györgyné), III. díj.
- Németh-Buhin Ákos (1985) (Budapest, Fazekas Mihály Gimnáziumban érettségizett, tanára(i): Tóth Gábor, honvéd), III. díj.
- Papp Zoltán (1986) (Budapest, József Attila Gimnázium IV. o., T. Sarkadi Ildikó), III. díj.
- Balogh Péter (1987) (Mezőkövesd, I. László Gimnázium III. o., T. Rácz György), dicséret.
- Czigány Zsolt (1986) (Zalaegerszeg, Zrínyi Miklós Gimnázium IV. o., T. Németh László), dicséret.
- Sass Balázs (1987) (Budapest, Árpád Gimnázium III. o., T. Székely György), dicséret.

Eötvös 1984
- Kós Géza (1986) (Budapest, Berzsenyi Dániel Gimnázium III. o., tanára(i): Koltai Márta), I. díj.
- Csillag Péter (1984) (Budapest, Landler Jenő Szakközépiskolában érettségizett, tanára(i): Darányi László, Szakács László, villamosmérnök hallgató, BME), II. díj.
- Czigler Zoltán (1984) (Budapest, Radnóti Miklós Gimnáziumban érettségizett, tanára(i): Stróbel Mária, honvéd), II. díj.
- Fáth Gábor (1984) (Budapest, Fazekas Mihály Gimnáziumban érettségizett, tanára(i): Horváth Gábor, honvéd), II. díj.
- Fodor Gyula (1984) (Budapest, Móricz Zsigmond Gimnáziumban érettségizett, tanára(i): Tarnócziné Gedeon Melitta, fizikus hallgató, ELTE), III. díj.
- Németh-Buhin Ákos (1985) (Budapest, Fazekas Mihály Gimnázium IV. o., tanára(i): Tóth Gábor), III. díj.
- Frigó József (1984) (Pécs, Nagy Lajos Gimnáziumban érettségizett, tanára(i): Tornyos Tivadar, honvéd), dicséret.
- Rácz Attila (1984) (Sopron, Berzsenyi Dániel Gimnáziumban érettségizett, tanára(i): Nagy Márton, orvostanhallgató, SOTE), dicséret.
- Szakállas Gyula (1984) (Zalaegerszeg, Zrínyi Miklós Gimnáziumban érettségizett, tanára(i): Gódor Győzőné, honvéd), dicséret.

Eötvös 1983
- Árkossy Ottó (1983) (Esztergom, Dobó Katalin Gimnáziumban érettségizett, tanára(i): Sipos Imre, orvostanhallgató, SOTE), I. díj.
- Erdős László (1984) (Budapest, Berzsenyi Dániel Gimnázium IV. o., tanára(i): Koltai Márta), I. díj.
- Fodor Gyula (1984) (Budapest, Móricz Zsigmond Gimnázium IV. o., tanára(i): Tarnócziné Gedeon Melitta), II. díj.
- Csillag Péter (1984) (Budapest, Landler Jenő Szakközépiskola IV. o.), III. díj.
- Frei Zsolt (1983) (Pécs, Nagy Lajos Gimnáziumban érettségizett, tanára(i): Kállai Miklósné, Tornyos Tivadar, fizikus hallgató, ELTE), III. díj.
- Kovács Tamás (1984) (Debrecen, Kossuth Lajos Gimnázium IV. o., tanára(i): Szegedi Ervin), dicséret.
- Náray Miklós (1983) (Budapest, I. István Gimnáziumban érettségizett, tanára(i): Moór Ágnes, honvéd), dicséret.
- Sczigel Gábor (1983) (Budapest, Apáczai Csere János Gimnáziumban érettségizett, tanára(i): Holics László, honvéd), dicséret.

Eötvös 1982
- Csörgő Tamás (1982) (Gyöngyös, Berze Nagy János Gimnáziumban érettségizett, tanára(i): Kiss Lajos, fizikus hallgató, ELTE), I. díj.
- Erdős László (1984) (Budapest, Berzsenyi Dániel Gimnázium III. o., tanára(i): Koltai Márta), I. díj.
- Tóth Gábor (1983) (Budapest, Fazekas Mihály Gimnázium IV. o., tanára(i): Horváth Gábor), I. díj.
- Jeney Tamás (1982) (Miskolc, Földes Ferenc Gimnáziumban érettségizett, tanára(i): Zsúdel László, Zámborszky Ferenc), II. díj.
- Károlyi Gyula (1982) (Budapest, Fazekas Mihály Gimnáziumban érettségizett, tanára(i): Horváth Gábor, matematikus hallgató, ELTE), III. díj.
- Megyesi Gábor (1985) (Szeged, Ságvári Gyakorlógimnázium II. o., tanára(i): Juhászné Mészáros Mária), III. díj.
- Fodor Zoltán (1982) (Budapest, Radnóti Miklós Gimnáziumban tanult, Budapest, Teleki Blanka Gimnáziumban érettségizett, tanára(i): Tomcsányi Péter, fizikus hallgató, ELTE), dicséret.
- Mogyorósi András (1982) (Vác, Sztáron Sándor Gimnáziumban érettségizett, tanára(i): Dániel Gyula, Skripeczky Gyula, orvostanhallgató, SOTE), dicséret.
- Oszlányi Gábor (1982) (Miskolc, Földes Ferenc Gimnáziumban érettségizett, tanára(i): Zámborszky Ferenc, honvéd), dicséret.

Eötvös 1981
- Tokaji Zsolt (1981) (Szeged, Ságvári Endre Gimnáziumban érettségizett, tanára(i): Kovács László, honvéd), I. díj.
- Mogyorósi András (1982) (Vác, Sztáron Sándor Gimnázium IV. o., tanára(i): Skripeczky Gyula), II. díj.
- Petrovay Kristóf (1981) (Budapest, Ságvári Endre Gimnáziumban érettségizett, tanára(i): Kulcsár András, honvéd), II. díj.
- Glück Ferenc (1981) (Budapest, Apáczai Csere János Gimnáziumban érettségizett, tanára(i): Holics László, fizikus hallgató, ELTE), III. díj.
- Szállási Zoltán (1982) (Esztergom, Dobó Katalin Gimnázium IV. o., tanára(i): Sipos Imre), III. díj.
- Tóth Gábor (1983) (Budapest, Fazekas Mihály Gimnázium III. o., tanára(i): Horváth Gábor), III. díj.
- Guba Kornél (1982) (Kazincbarcika, Ságvári Endre Gimnázium IV. o., tanára(i): Lehoczky Zoltán), dicséret.
- Oszlányi Gábor (1982) (Miskolc, Földes Ferenc Gimnázium IV. o., tanára(i): Zámborszky Ferenc), dicséret.
- Palasik Sándor (1981) (Bonyhád, Petőfi Sándor Gimnáziumban érettségizett, tanára(i): Jurisits József, honvéd), dicséret.

Eötvös 1980
- Szalontai Zoltán (1980) (Törökszentmiklós, Bercsényi Miklós Gimnáziumban érettségizett, tanára(i): Szalontai László, villamosmérnök hallgató, BME), I. díj.
- Umann Gábor (1980) (Budapest, Fazekas Mihály Gimnáziumban érettségizett, tanára(i): Horváth Gábor, matematikus hallgató, ELTE), II. díj.
- Hidas Pál (1980) (Budapest, I. István Gimnáziumban érettségizett, tanára(i): Cseh Géza, fizikus hallgató, ELTE), III. díj.
- Krausz Ferenc (1980) (Mór, Táncsics Mihály Gimnáziumban érettségizett, tanára(i): Cseh István, honvéd), III. díj.
- Bagoly Zsolt (1980) (Szombathely, Nagy Lajos Gimnáziumban érettségizett, tanára(i): Horváth István, honvéd), dicséret.
- Nagy Tibor (1981) (Szombathely, Nagy Lajos Gimnázium IV. o., tanára(i): Peresztegi László), dicséret.
- Pöltl János (1981) (Tata, Eötvös József Gimnázium IV. o., tanára(i): Ádám Árpád, Mészáros András, Takács István), dicséret.

Eötvös 1979
- Kaufmann Zoltán (1979) (Vác, Sztáron Sándor Gimnáziumban érettségizett, tanára(i): Molnár Sándorné, fizikus hallgató, ELTE), I. díj.
- Bene Gyula (1979) (Miskolc, Földes Ferenc Gimnáziumban érettségizett, tanára(i): Zsúdel László, honvéd), II. díj.
- Csordás András (1979) (Esztergom, Dobó Katalin Gimnáziumban érettségizett, tanára(i): Sipos Imre, honvéd), II. díj.
- Frankhauser József (1979) (Budapest, József Attila Gimnáziumban érettségizett, tanára(i): Tóth Eszter, honvéd), II. díj.
- Körmendy Péter (1979) (Budapest, Petőfi Sándor Gimnáziumban érettségizett, tanára(i): Szondi Lajos, honvéd), II. díj.
- Szalontai Zoltán (1980) (Törökszentmiklós, Bercsényi Miklós Gimnázium IV. o., tanára(i): Szalontai László), III. díj.
- Szomor Zoltán (1979) (Pécs, Nagy Lajos Gimnáziumban érettségizett, tanára(i): Tornyos Tivadar, orvostanhallgató, POTE), III. díj.
- Boroven József (1981) (Budapest, Eötvös József Gimnázium III. o., tanára(i): Vargha Balázs), dicséret.
- Pacher Tibor (1979) (Mosonmagyaróvár, Kossuth Lajos Gimnáziumban érettségizett, tanára(i): Gulyás Ferencné, honvéd), dicséret.

Eötvös 1978
- Balogh Elek (1978) (Esztergom, Dobó Katalin Gimnáziumban érettségizett, tanára(i): Sipos Imre, a dömösi építőipari szövetkezet dolgozója), II. díj.
- Lukács József (1979) (Budapest, József Attila Gimnázium IV. o., tanára(i): Tóth Eszter), II. díj.
- Ujházy András (1978), Budapest, József Attila Gimnáziumban érettségizett, tanára(i): Tóth Eszter, az MTA Enzimológiai Intézetének dolgozója), II. díj.
- Kaufmann Zoltán (1979) (Vác, Sztáron Sándor Gimnázium IV. o., tanára(i): Molnár Sándorné), III. díj.
- Németh Gábor (1978) (Budapest, József Attila Gimnáziumban érettségizett, tanára(i): Tóth Eszter, honvéd), III. díj.
- Szarka László (1979) (Székesfehérvár, József Attila Gimnázium IV. o., tanára(i): Teleki Sándorné ), III. díj.

Eötvös 1977
- Neumer Attila (1978) (Budapest, Fazekas Mihály Gimnázium IV. o., tanára(i): Szalay Béla, Tóth László), I. díj.
- Kriza György (1978) (Budapest, Fazekas Mihály Gimnázium IV. o., tanára(i): Szalay Béla, Tóth László), II. díj.
- Vankó Péter (1977) (Budapest, Móricz Zsigmond Gimnáziumban érettségizett, tanára(i): Sikó Attiláné, honvéd), II. díj.
- Biegl Csaba (1977) (Budapest, József Attila Gimnáziumban érettségizett, tanára(i): Bakányi Márton, honvéd), III. díj.
- Magyar Zoltán (1977) (Budapest, Jedlik Ányos Gimnáziumban érettségizett, tanára(i): Galántai Zsuzsa, honvéd), III. díj.
- Bene Gyula (1979) (Miskolc, Földes Ferenc Gimnázium III. o., tanára(i): Zsúdel László), dicséret.
- Kovács Zsolt (1977) (Szolnok, Verseghy Ferenc Gimnáziumban érettségizett, tanára(i): Sebestyén István, honvéd), dicséret.

Eötvös 1976
- Vankó Péter (1977) (Budapest, Móricz Zsigmond Gimnázium IV. o., tanára(i): Sikó Attiláné), I. díj.
- Kárpáti Tibor (1976) (Pécs, Zipernovszky Szakközépiskolában érettségizett, tanára(i): Balogh József, honvéd), II. díj.
- Surány Gábor (1977) (Budapest, I. István Gimnázium IV. o., tanára(i): Cseh Géza), II. díj.
- Hanula Barna (1977) (Budapest, Berzsenyi Gimnázium IV. o., tanára(i): Hubert Györgyné), III. díj.
- Sebestyén György (1977) (Budapest, I. István Gimnázium IV. o., tanára(i): Cseh Géza), III. díj.
- Tankovits Tibor (1977) (Budapest, Kaffka Margit Gimnázium IV. o., tanára(i): Mórocz Béláné), III. díj.
- Biegl Csaba (1977) (Budapest, József Attila Gimnázium IV. o., tanára(i): Bakányi Márton), dicséret.
- Hujter Mihály (1976) (Pápa, Türr István Gimnáziumban érettségizett, tanára(i): Varga Gyula, matematikus hallgató, ELTE), dicséret.
- Kriza György (1978) (Budapest, Fazekas Mihály Gimnázium III. o., tanára(i): Szalay Béla, Tóth László), dicséret.
- Rapai Tibor (1977) (Budapest, József Attila Gimnázium IV. o., tanára(i): Honfi Lászlóné), dicséret.

Eötvös 1975
- Szép Jenő (1975) (Budapest, Veres Pálné Gimnáziumban érettségizett, tanára(i): Kishonti Istvánné, honvéd), II. díj.
- Zimányi Gergely (1976) (Budapest, Fazekas Mihály Gimnázium IV. o., tanára(i): Mihály István), II. díj.
- Virosztek Attila (1976) (Szolnok, Verseghy Ferenc Gimnázium IV. o., tanára(i): Sebestyén István), III. díj.
- Gulyás Mihály (1976) (Orosháza, Táncsics Mihály Gimnázium IV. o., tanára(i): Győrös Gyula), dicséret.
- Molnár László (1976) (Budapest, Veres Pálné Gimnázium IV. o., tanára(i): Pápai Tiborné), dicséret.
- Nagy Tamás (1976) (Debrecen, Kossuth Lajos Gimnázium IV. o., tanára(i): Farkas József), dicséret.
- Zsigmond Géza (1976) (Budapest, Fazekas Mihály Gimnázium IV. o., tanára(i): Mihály István), dicséret.

Eötvös 1974
- Ábrahám Tibor (1974) (Eger, Gárdonyi Gimnáziumban érettségizett, tanára(i): Bodnár István, Patkó György, fizikus hallgató, ELTE), I. díj.
- Vladár Károly (1974) (Kiskunhalas, Szilády Áron Gimnáziumban érettségizett, tanára(i): Péter Irén, honvéd), I. díj.
- Szép Jenő (1975) (Budapest, Veres Pálné Gimnázium IV. o., tanára(i): Kishonti Istvánné), II. díj.
- Bezdek András (1973) (Dunaújváros, Münnich Ferenc Gimnázium IV. o., tanára(i): Kobzos Ferenc), dicséret.
- Kovács Imre (1974) (Kaposvár, Általános Gépipari Szakközépiskolában érettségizett, tanára(i): Németh Tiborné, honvéd), dicséret.
- Meszéna Géza (1974) (Budapest, Berzsenyi Gimnáziumban érettségizett, tanára(i): Apró Pál, Hubert Györgyné, Sárkány Andrásné, honvéd), dicséret.
- Prőhle Péter (1974) (Budapest, Fazekas Mihály Gimnáziumban érettségizett, tanára(i): Szűcs Barna, Tóth László, honvéd), dicséret.

Eötvös 1973
- Kertész Gábor (1974) (Budapest, I. István Gimnázium IV. o., tanára(i): Cseh Géza), összevont díj.
- Koltai Ferenc (1973) (Budapest, I. István Gimnáziumban érettségizett, tanára(i): Moór Ágnes, honvéd), összevont díj.
- Meszéna Géza (1974) (Budapest, Berzsenyi Gimnázium IV. o., tanára(i): Apró Pál), összevont díj.
- Simányi Nándor (1974) (Budapest, József Attila Gimnázium IV. o., tanára(i): Ujj János), összevont díj.
- Nuspl János (1973) (Baja, III. Béla Gimnáziumban érettségizett, tanára(i): Pécsi József, honvéd), dicséret.
- Prőhle Péter (1974) (Budapest, Fazekas Mihály Gimnázium IV. o., tanára(i): Szűcs Barna), dicséret.
- Vojtilla László (1973) (Miskolc, Földes Ferenc Gimnáziumban érettségizett, tanára(i): Polák Gabriella, egyetemi hallgató, NME), dicséret.

Eötvös 1972
- Szabó Zoltán (1972) (Budapest, Apáczai Csere János Gimnáziumban érettségizett, tanára(i): Turtóczky Sándor), I. díj.
- Németh Tibor (1974) (Budapest, Berzsenyi Gimnázium III. o., tanára(i): Hubert Györgyné), II. díj.
- Bezdek Károly (1973) (Dunaújváros, Münnich Ferenc Gimnázium IV. o., tanára(i): Kobzos Ferenc), III. díj.
- Tóth Péter (1973) (Budapest, Eötvös József Gimnázium IV. o., tanára(i): Veres Mihályné), III. díj.
- Vassel Róbert (1972) (Budapest, I. István Gimnáziumban érettségizett, tanára(i): Moór Ágnes, matematikus hallgató, ELTE), III. díj.
- Nagy Péter (1972) (Budapest, Petőfi Sándor Gimnáziumban érettségizett, tanára(i): Biró István, honvéd), dicséret.
- Tarjányi László (1973) (Kecskemét, Katona József Gimnázium IV. o., tanára(i): Fodor István), dicséret.
- Veress Tibor (1973) (Budapest, Radnóti Miklós Gimnázium IV. o., tanára(i): Kugler Sándorné), dicséret.

Eötvös 1971
- Nagy András (1971) (Budapest, Fazekas Mihály Gimnáziumban érettségizett, tanára(i): Hutai Ferenc, honvéd), I. díj.
- Szabó Zoltán (1972) (Budapest, Apáczai Csere János Gimnázium IV. o., tanára(i): Turtóczky Sándor), III. díj.
- Balog János (1972) (Budapest, I. István Gimnázium IV. o., tanára(i): Moór Ágnes), dicséret.
- Horváth László (1972) (Hódmezővásárhely, Bethlen Gábor Gimnázium IV. o., tanára(i): Bodrogi Sándor, Horváth István), dicséret.
- Kövér András (1972) (Debrecen, Kossuth Lajos Gimnázium IV. o., tanára(i): Czirjék Lászlóné), dicséret.
- Monostori László (1971) (Budapest, Fazekas Mihály Gimnáziumban érettségizett, tanára(i): Hutai Ferenc, villamosmérnök hallgató, BME), dicséret.
- Vassel Róbert (1972) (Budapest, I. István Gimnázium IV. o., tanára(i): Moór Ágnes), dicséret.

Eötvös 1970
- Blahó Gábor (1971) (Budapest, Eötvös József Gimnázium IV. o., tanára(i): Zentai Károly), I. díj.
- Harmat Péter (1970) (Mosonmagyaróvár, Kossuth Gimnáziumban érettségizett, tanára(i): Krajnik József, fizikus hallgató, ELTE), I. díj.
- Bajmóczy Ervin (1971) (Budapest, Fazekas Mihály Gimnázium IV. o., tanára(i): Hutai Ferenc), II. díj.
- Tichy-Rács Ádám (1971) (Budapest, Eötvös József Gimnázium IV. o., tanára(i): Zentai Károly), II. díj.
- Mosó Tamás (1971) (Budapest, Eötvös József Gimnázium IV. o., tanára(i): Zentai Károly), III. díj.
- Füredi Gábor (1971) (Budapest, Móricz Zsigmond Gimnázium IV. o., tanára(i): Fehér László), dicséret.
- Horváthy Péter (1970) (Budapest, Fazekas Mihály Gimnáziumban érettségizett, tanára(i): Mihály István, matematikus hallgató, ELTE), dicséret.
- Láz József (1970) (Budapest, Eötvös József Gimnáziumban érettségizett, tanára(i): Kellner Dénes, fizikus hallgató, ELTE), dicséret.
- Sánta Imre (1971) (Szeged, Radnóti Miklós Gimnázium IV. o., tanára(i): Simon Sándor), dicséret.

Eötvös 1969
- Horváthy Péter (1970) (Budapest, Fazekas Mihály Gimnázium IV. o., tanára(i): Mihály István), I. díj.
- Lempert László (1970) (Budapest, Radnóti Miklós Gimnázium IV. o., tanára(i): Kugler Sándorné), II. díj.
- Nagy András (1971) (Budapest, Fazekas Mihály Gimnázium III. o., tanára(i): Hutai Ferenc), III. díj.
- Láz József (1970) (Budapest, Eötvös József Gimnázium IV. o., tanára(i): Kellner Dénes), III. díj.
- Bajmóczy Ervin (1971) (Budapest, Fazekas Mihály Gimnázium III. o., tanára(i): Hutai Ferenc), dicséret.
- Gulyás András (1969) (Budapest, Apáczai Csere János Gimnáziumban érettségizett, tanára(i): Holics László, honvéd), dicséret.
- Kálmán Péter (1969) (Budapest, Apáczai Csere János Gimnáziumban érettségizett, tanára(i): Holics László, fizikus hallgató, ELTE), dicséret.
- Spitzer József (1969) (Budapest, Vörösmarty Mihály Gimnáziumban érettségizett, tanára(i): Óhegyi Ernő, honvéd), dicséret.

Eötvös 1968
- Babai László (1968) (Budapest, Fazekas Mihály Gimnáziumban érettségizett, tanára(i): Hutai Ferenc, matematikus hallgató, ELTE), I. díj.
- Marossy Ferenc (1968) (Budapest, Fazekas Mihály Gimnáziumban érettségizett, tanára(i): Hutai Ferenc, honvéd), II. díj.
- Nagy Zsigmond (1968) (Budapest, Kaffka Margit Gimnáziumban érettségizett, tanára(i): Fekete Eszter, matematikus hallgató, ELTE), II. díj.
- Vetier András (1968) (Budapest, Fazekas Mihály Gimnáziumban érettségizett, tanára(i): Hutai Ferenc, matematikus hallgató, ELTE), III. díj.
- Andor László, (1969) (Budapest, II. Rákóczi Ferenc Gimnázium IV. o.), dicséret.
- Bajmóczy Ervin (1971) (Budapest, Fazekas Mihály Gimnázium II. o., tanára(i): Hutai Ferenc), dicséret.
- Balogh Gábor (1969) (Budapest, Radnóti Miklós Gimnázium IV. o.), dicséret.
- Bernus Péter (1968) (Budapest, Fazekas Mihály Gimnáziumban érettségizett), dicséret.
- Egri Róbert (1968) (Budapest, Fazekas Mihály Gimnáziumban érettségizett), dicséret.
- Grósz Tamás (1968) (Budapest, Ságvári Endre Gimnáziumban érettségizett), dicséret.
- Horváthy Péter (1970) (Budapest, Fazekas Mihály Gimnázium III. o., tanára(i): Mihály István), dicséret.
- Maróti Péter (1969) (Szeged, Ságvári Endre Gimnázium IV. o., tanára(i): Vozáry Pálné), dicséret.
- Várhelyi Ferenc (1968) (Budapest, Fazekas Mihály Gimnáziumban érettségizett), dicséret.

Eötvös 1967
- Kádas Sándor (1967) (Budapest, József Attila Gimnáziumban érettségizett, tanára(i): Honfi Lászlóné, fizikus hallgató, ELTE), II-III. díj.
- Szalay Sándor (1967) (Debrecen, Fazekas Mihály Gimnáziumban érettségizett, tanára(i): Trón Lászlóné, fizikus hallgató, KLTE), II-III. díj.
- Szűcs Pál (1967) (Budapest, Fazekas Mihály Gimnáziumban érettségizett, tanára(i): Kőváry Károly, fizikus hallgató, ELTE), II-III. díj.
- Diósi Lajos (1968) (Budapest, Apáczai Csere János Gimnázium IV. o., tanára(i): Csernák Emil), kitüntető jutalom.

Eötvös 1966
- Rácz Miklós (1966) (Veszprém, Vegyipari Technikumban érettségizett, tanára(i): Burger László, Pulai István, honvéd), I. díj.
- Lovász László (1966) (Budapest, Fazekas Mihály Gimnáziumban érettségizett, tanára(i): Szalay Béla, Wiedemann László, matematikus hallgató, ELTE), dicséret.
- Szádeczky-Kardoss Gedeon (1966) (Budapest, Fazekas Mihály Gimnáziumban érettségizett, tanára(i): Szalay Béla), dicséret.
- Tüttő Péter (1966) (Budapest, Eötvös József Gimnáziumban érettségizett, tanára(i): Veres Mihályné), dicséret.
- Babai László (1968) (Budapest, Fazekas Mihály Gimnázium III. o., tanára(i): Hutai Ferenc), kitüntető jutalom.
- Marossy Ferenc (1968) (Budapest, Fazekas Mihály Gimnázium, III. o., tanára(i): Hutai Ferenc), kitüntető jutalom.
- Szalay Sándor (1967) (Debrecen, Kossuth Lajos Gimnázium IV. o., tanára(i): Trón Lászlóné), dicséret.

Eötvös 1965
- Gnädig Péter  (1965) (Budapest, Táncsics Mihály Gimnáziumban érettségizett, tanára(i): Henter Lászlóné, honvéd), I. díj.
- Juvancz Gábor  (1965) (Budapest, Fazekas Mihály Gimnáziumban érettségizett, tanára(i): Fábián Zoltán, Wiedemann László), I. díj.
- Herényi István (1966) (Budapest, I. István Gimnázium IV. o., tanára(i): Cserép Lajos), dicséret.
- Lovász László (1966) (Budapest, Fazekas Mihály Gimnázium IV. o., tanára(i): Szalay Béla, Wiedemann László), dicséret.
- Szalay Mihály (1965) (Budapest, Vörösmarty Mihály Gimnáziumban érettségizett, tanára(i): Csekeő István), dicséret.
- Tüttő Péter (1966) (Budapest, Eötvös József Gimnázium IV. o., tanára(i): Veres Mihályné), dicséret.
- Várhelyi Gábor (1965) (Budapest, Bolyai János Gimnáziumban érettségizett, tanára(i): Münster Tiborné), dicséret.

Eötvös 1964
- Corradi Gábor (1964) (Győr, Benedekrendi Czuczor Gergely Gimnáziumban érettségizett, tanára(i): Grabner Oszvald, fizikus hallgató, ELTE), I. díj.
- Doskar Balázs (1964) (Budapest, Piarista Gimnáziumban érettségizett, tanára(i): Havas József, Szoboszlay András, Varga László), II. díj.
- Lakó Ferenc (1964) (Budapest, II. Rákóczi Ferenc Gimnáziumban érettségizett, tanára(i): Kozma Péter), III. díj.
- Antos György (1965) (Budapest, Rákóczi Ferenc Gimnázium IV. o., tanára(i): Petyerity Géza), dicséret.
- Pelikán József (1966) (Budapest, Fazekas Mihály Gimnázium III. o., tanára(i): Szalay Béla, Wiedemann László), dicséret.
- Petrányi Gyula (1964) (Debrecen, Gyakorló Gimnáziumban érettségizett, tanára(i): Nagy László, Nagy Lászlóné), dicséret

Eötvös 1963
- Tichy Géza (1963) (Budapest, Árpád Gimnáziumban érettségizett, tanára(i): Peller József, Dömötör Gábor), I. díj.
- Abos Imre (1963) (Budapest, II. Rákóczi Ferenc Gimnáziumban érettségizett, tanára(i): Petyerity Géza), II. díj.
- Major János (1963) (Budapest, Kandó Kálmán Technikumban érettségizett, tanára(i): Bárczy Barnabás), III. díj.
- Gács Iván (1963) (Budapest, Bánki Donát Technikumban érettségizett, tanára(i): Bangha József), dicséret.
- Lánc József (1963) (Budapest, I. István Gimnáziumban érettségizett, tanára(i): Pálos Jenő), dicséret.
- Máthé István (1963) (Budapest, Bánki Donát Technikumban érettségizett, tanára(i): Galambos Imre), dicséret.

Eötvös 1962
- Nagy Dénes Lajos (1962) (Budapest, II. Rákóczi Ferenc Gimnáziumban érettségizett, tanára(i): Lantosy Károly), I. díj.
- Szegi András (1962) (Budapest, II. Rákóczi Ferenc Gimnáziumban érettségizett, tanára(i): Lantosy Károly), I. díj.
- Máté Eörs (1962) (Szeged, Radnóti Miklós Gimnáziumban érettségizett, tanára(i): Bábitzkyné Gremsperger Katalin, matematikus hallgató, JATE), III. díj.
- Góth László (1962) (Budapest, Könyves Kálmán Gimnáziumban érettségizett, tanára(i): Turtóczky Sándor, villamosmérnök hallgató, BME), I. dicséret.
- Simonovits Miklós (1962) (Budapest, Radnóti Miklós Gimnáziumban érettségizett, tanára(i): Borszéki Erzsébet, matematikus hallgató, ELTE), II. dicséret.

Eötvös 1961
- Zakariás László (1961) Budapest, Piarista Gimnáziumban érettségizett, tanára(i): Kovács Mihály, az Elektronikus Mérőkészülékek Gyárának dolgozója), I. díj.
- Fritz József (1961) (Mosonmagyaróvár, Kossuth Lajos Gimnáziumban érettségizett, tanára(i): Németh Béláné, fizikus hallgató, ELTE), II. díj.
- Bollobás Béla (1961) (Budapest, Apáczai Csere János Gimnáziumban érettségizett, tanára(i): Csernák Emil, matematikus hallgató, ELTE), dicséret.
- Molnár Emil (1961) (Győr, Révai Miklós Gimnáziumban érettségizett, tanára(i): Bőnyi Mihály, matematika-fizika szakos hallgató, ELTE), dicséret.
- Perjés Zoltán (1961) (Budapest, Piarista Gimnáziumban érettségizett, tanára(i): Kovács Mihály), dicséret.
- Sólyom István (1961) (Budapest, Vörösmarty Mihály Gimnáziumban érettségizett, tanára(i): Óhegyi Ernő), dicséret.

Eötvös 1960
- Elsner Gábor (1960) (Budapest, Petőfi Gimnáziumban érettségizett, tanára(i): Szondy Lajos, fizikus hallgató, ELTE), II. díj.
- Mezei Ferenc (1960) (Budapest, II. Rákóczi Ferenc Gimnáziumban érettségizett, tanára(i): Kozma Péter, fizikus hallgató, ELTE), III. díj.
- Grad János (1960) (Budapest, Kölcsey Ferenc Gimnáziumban érettségizett, tanára(i): Urbán János), dicséret.
- Hild Erzsébet (1960) (Békéscsaba, Rózsa Ferenc Gimnáziumban érettségizett, tanára(i): Molnár László), dicséret.

Eötvös 1959
- Tusnády Gábor (1959) (Sátoraljaújhely, Kossuth Lajos Gimnáziumban érettségizett, tanára(i): Molnár Károly), II. díj.
- Magos András (1959) (Budapest, II. Rákóczi Ferenc Gimnáziumban érettségizett, tanára(i): Lantosy Károly), II. díj.
- Dániel Gábor (1959) (Budapest, Piarista Gimnáziumban érettségizett, tanára(i): Varga László), III. díj.
- Losonczi László (1959) (Miskolc, Gábor Áron Kohászati Technikumban érettségizett, tanára(i): Schumann Sándor), dicséret.
- Szabó Gyula (1959) (Debrecen, Fazekas Mihály Gimnáziumban érettségizett, tanára(i): Nagy László), dicséret.
- Tatai Péter (1959) (Budapest, I. István Gimnáziumban érettségizett, tanára(i): Soós Károly), dicséret.

Eötvös 1958
- Széphalmi Géza (1958) (Budapest, Piarista Gimnáziumban érettségizett), I. díj.
- Kovács Béla (1958) (Sárospatak, Rákóczi Ferenc Gimnáziumban érettségizett, fizikus hallgató, KLTE), III. díj.

Eötvös 1957
- Papp Kálmán (1957) (Budapest, Fáy András Gimnáziumban érettségizett, villamosmérnök hallgató, BME), I. díj.
- Cserteg István (1957) (Budapest, Széchenyi István Gimnáziumban érettségizett, tanára(i): Solti Gyula, villamosmérnök hallgató, BME), III. díj.
- Szatmáry Zoltán (1957) (Budapest, Piarista Gimnáziumban érettségizett, fizikus hallgató, ELTE), III. díj.

Eötvös 1956
- Csiszár Imre (1956) (Budapest, Petőfi Sándor Gimnáziumban érettségizett, fizikus hallgató, ELTE), I. díj.
- Rázga Tamás (1956) (Budapest, Rákóczi Ferenc Gimnáziumban érettségizett, villamosmérnök hallgató, BME), II. díj.
- Zsombok Zoltán (1956) (Budapest, Könyves Kálmán Gimnáziumban érettségizett, villamosmérnök hallgató, BME), II. díj.
- Geszti Tamás (1956) (Budapest, Madách Imre Gimnáziumban érettségizett, fizikus hallgató, ELTE), III. díj.

Eötvös 1955
- Bártfai Pál (1955) (Budapest, Petőfi Sándor Gimnáziumban érettségizett), I. díj.
- Gutai László (1955) (Budapest, Könyves Kálmán Gimnáziumban érettségizett), II. díj.
- Klein Tibor, II. díj.

Eötvös 1954
- Vigassy József (1954) (Budapest, Petőfi Sándor Gimnáziumban érettségizett, gépészmérnök hallgató, BME), I. díj.
- Siklósi Péter (1954) (Sopron, Széchenyi István Gimnáziumban érettségizett, vegyészmérnök hallgató, Veszprémi Egyetem), II. díj.
- Zawadowski Alfréd (1954) (Budapest, Petőfi Sándor Gimnáziumban érettségizett, T. Szüts Pál, fizikus hallgató, ELTE), III. díj.

Eötvös 1953
- Zawadowski Alfréd (1954) (Budapest, Petőfi Sándor Gimnázium IV. o., T. Szüts Pál), I. díj.
- Kovács László (1954) (Debrecen, Református Gimnázium IV. o., tanára(i): Nagy Géza), II. díj.
- Vöő Endre (1953), Mohács, Kisfaludy Károly Gimnáziumban érettségizett, tanára(i): Hites Ferenc, vegyészmérnök hallgató, BME), III. díj.

Eötvös 1952
- Szondy Tamás (1952) (Budapest, Árpád Gimnáziumban érettségizett, fizikus hallgató, ELTE), II. díj.
- Gulyás Gábor (1952) (Miskolc, Földes Ferenc Gimnáziumban érettségizett, fizikus hallgató, ELTE), III. díj.
- Zanati Tibor (1952) (Zalaegerszeg, Általános Gimnáziumban érettségizett, vegyész hallgató, ELTE), III. díj.

Eötvös 1951
- Gulyás Gábor (1952) (Miskolc, Földes Ferenc Gimnázium IV. o.), I. díj.
- Gyarmati György, II. díj.
- Tóth Sándor, III. díj.

Eötvös 1950
- Mráz József, későbbi neve: Zimányi József (1950) (Budapest, Piarista Gimnáziumban érettségizett, fizikus hallgató, ELTE), I-II. díj.
- Rozványi Iván (1950) (Budapest, Szent Imre Gimnáziumban érettségizett, matematika-fizika szakos hallgató, ELTE), I-II. díj.
- Bognár János (1950) (Budapest, Evangélikus Gimnáziumban érettségizett), III. díj.
- Könyves Tóth Gábor (1950) (Budapest, Fazekas Mihály Gimnáziumban érettségizett), III. díj.

Eötvös 1949
- Barabás Pál (1949) (Mezőkövesd, Katolikus Gimnáziumban érettségizett, bányagépészmérnök hallgató, NME), II. díj.
- Holics László (1949) (Budapest, Szent Imre Gimnáziumban érettségizett, matematika-fizika szakos hallgató, ELTE), II. díj.
- Koch József (1949) (Budapest, Könyves Kálmán Gimnáziumban érettségizett, fizikus hallgató, ELTE), II. díj.
- Könyves Tóth Gábor (1950) (Budapest, Fazekas Mihály Gimnázium IV. o.), II. díj.
- Pócs Lajos (1949) (Budapest, Református Gimnáziumban érettségizett, fizikus hallgató, ELTE), II. díj.
- Mráz József, későbbi neve: Zimányi József (1950) (Budapest, Piarista Gimnázium IV. o.), III. díj.
- Schelmann Péter (1949?) (Budapest), III. díj.

Károly Irén 1943
- Vései László (1943) (Debrecen, Piarista Gimnázium, tanára(i): Pintér Mihály), I. díj.
- Kollányi Miklós (1943) (Kaposvár, Somssich Gimnázium, tanára(i): Ercsey Jakab), II. díj.
- Ádám István (1943) (Budapest, Kemény Zsigmond Gimnázium, tanára(i): Neukomm Gyula), dicséret.
- Adler Rácz József (1943) (Budapest, Piarista Gimnázium, tanára(i): Szita Imre), dicséret.
- Kemény Dezső (1943) (Budapest, Piarista Gimnázium, tanára(i): Öveges József), dicséret.

Károly Irén 1942
- Huszár István (1942) (Csurgó, Református Gimnázium, tanára(i): Cser Andor), II. díj.
- Kósa Péter (1942) (Budapest, Verbőczy István Gimnázium, tanára(i): Hoffmann Ernő), II. díj.
- Szablya János (1942) (Budapest, Katolikus Egyetemi Gimnázium, tanára(i): Baintner Géza), II. díj.

Károly Irén 1941
- Fischmann Herta (1941) (Budapest, Ráskai Lea Leánygimnázium), dicséret.
- Hacker János (1941) (Budapest, Berzsenyi Dániel Gimnázium), dicséret.
- Rajz Miklós (1941) (Békéscsaba, Evangélikus Gimnázium), dicséret.
- Semlyén Ádám (1941) (Kolozsvár, Református Gimnázium), dicséret.

Károly Irén 1940
- Bizám György (1940) (Budapest, Bolyai Gimnázium, tanára(i): Hoffmann Ernő), I. díj.
- Freud Géza (1940) (Budapest, Berzsenyi Dániel Gimnázium, tanára(i): Tyma Lajos), I. díj.
- Hoffmann Tibor (1940) (Budapest, Szent István Gimnázium, tanára(i): Erdős Lajos, Hámori Miksa, Hegedűs Sándor), I. díj.

Károly Irén 1939
- Dolinszky Tamás (1939) (Budapest, Érseki Katolikus Gimnázium, tanára(i): Schwarz Arthur), II. díj.
- Sándor Gyula (1939) (Budapest, Kölcsey Ferenc Reálgimnázium, tanára(i): Novobátzky Károly), II. díj.
- Halász Iván (1939) (Budapest, Berzsenyi Dániel Gimnázium, tanára(i): Tyma Lajos), dicséret.
- Vadon Géza (1939) (Budapest, Mátyás Király Gimnázium, tanára(i): Radványi László), dicséret.

Károly Irén 1938
- Csiki Jenő (1938) (Budapest, Szent László Gimnázium, tanára(i): Lisintzki Ferenc), II. díj.
- Gállik István (1938) (Gödöllő, Premontrei Gimnázium, tanára(i): Balyi Károly), II. díj.
- Weisz Alfréd (1938) (Budapest, Bolyai Gimnázium, tanára(i): Hoffmann Ernő, Horváth Benő), II. díj.
- Komlós János (1938) (Pécs, Állami Gyakorló Reáliskola, tanára(i): Masszi Ferenc), dicséret.

Károly Irén 1937
- Blahó Miklós (1937) (Budapest, Ágostai Evangélikus Gimnázium, Renner János),I. díj.
- Gárdos Pál (1937) (Budapest, Bolyai Gimnázium, tanára(i): Deseő Zoltán), II. díj.
- Botár Liviusz (1937) (Keszthely, Premontrei Gimnázium, tanára(i): Kun Kázmér), dicséret.
- Huhn Péter (1937) (Szeged, Kegyesrendi Gimnázium, tanára(i): Szűcs János), dicséret.

Károly Irén 1936
- Csepei Zoltán István (1936) (Kaposvár, Somssich Pál Reálgimnázium, tanára(i): Ercsey Jakab), I. díj.
- Szélpál István (1936) (Szeged, Klauzál Gábor Reálgimnázium, tanára(i): Dombi Béla), II. díj.
- Csizmás Lajos (1936) (Budapest, Árpád Reálgimnázium, tanára(i): Fáj Árpád), dicséret.
- Kepes Ádám (1936) (Budapest, Szent István Gimnázium, tanára(i): Marczinkó Andor, Weger Henrik), dicséret.

Károly Irén 1935
- Valatin János (1935) (Budapest, Verbőczy István Reálgimnázium, tanára(i): Tóth Géza), dicséret.

Károly Irén 1934
- Kisfaludy János (1934) (Esztergom, Szent Imre Reáliskola, tanára(i): Hasenauer Andor), I. díj.
- Erőd János (1934) (Gyöngyös, Koháry István Gimnázium, tanára(i): Kmoschek Elek), II. díj.
- Simonyi Károly (1934) (Budapest, Árpád Reálgimnázium, tanára(i): Fáj Árpád), dicséret.

Károly Irén 1933
- Kepes Jenő (1933) (Budapest, Szent László Reálgimnázium, tanára(i): Lisintzki Ferenc), II. díj.
- Makai Endre (1933) (Budapest, Kegyesrendi Gimnázium, tanára(i): Ferenczi Zoltán), II. díj.
- Tóth László (1933) (Budapest, Széchenyi István Reálgimnázium, tanára(i): Eskulits Ferenc), II. díj.
- Győry István (1933) (Budapest, Református Gimnázium, tanára(i): Kolozsváry Béla), dicséret.

Károly Irén 1932
- Fröhlich Károly (1932) (Budapest, Mátyás Király Reálgimnázium), II. díj.
- Lengyel Sándor (1932) (Budapest, Református Gimnázium, tanára(i): Ábrahám István), II. díj.
- Papp Zsigmond (1932) (Budapest, Kölcsey Ferenc Gimnázium, tanára(i): Mende Jenő), dicséret.
- Záborszky János (1932) (Budapest, Ciszterci Szent Imre Gimnázium, tanára(i): Lovass Ambró), dicséret

Károly Irén 1931
- Budó Ágoston (1931) (Budapest, Kegyesrendi Gimnázium, tanára(i): Pintér Mihály), II. díj.
- Strausz Antal (1931) (Zalaegerszeg, Reálgimnázium, tanára(i): Vogel Richárd), II. díj.
- Szidarovszky János (1931) (Budapest, Széchenyi István Reálgimnázium, tanára(i): Eskulits Ferenc), dicséret.

Károly Irén 1930
- Papp György (1930) (Gyöngyös, Koháry István Reálgimnázium, tanára(i): Kmoschek Elek), I. díj.
- Gillemot László (1930) (Budapest, Érseki Katolikus Gimnázium, tanára(i): Müller Kálmán), II. díj.

Károly Irén 1929
- Székely Lídia Lilly, későbbi neve: Lily Sag (1929) (Budapest, Izraelita Leánygimnázium, tanára(i): Mende Jenő), I. díj.

Károly Irén 1928
- Gerő Loránd (1928) (Budapest, Szent István Reálgimnázium, tanára(i): Weger Henrik), I. díj.
- Schossberger György, későbbi neve: Svéd György (1928) (Budapest, Bolyai Reáliskola, tanára(i): Bodnár Lajos, Fröhlich Károly), II. díj.
- Schlüssler Endre (1928) (Budapest, Kemény Zsigmond Reáliskola, tanára(i): Losonczy Lajos, Neukomm Gyula), dicséret.

Károly Irén 1927
- Beke Gyula (1927) (Szeged, Dugonics András Gimnázium, tanára(i): Ravadics Ferenc), I. díj.
- Elek Tibor (1927) (Budapest, Kemény Zsigmond Reáliskola, tanára(i): Kiricsi János), II. díj.
- Fischer György (1927) (Budapest, Fasori Evangélikus Gimnázium, tanára(i): Mikola Sándor), dicséret.
- Ság Miklós (1927) (Budapest, Kemény Zsigmond Reáliskola, tanára(i): Hegyi Ferenc, Kiricsi János), dicséret

Károly Irén 1926
- Bakos Tibor (1926) (Szombathely, Állami Reáliskola, tanára(i): Gábriel János, Radványi László), I. díj.
- Hirka László (1926) (Budapest, Kegyesrendi Gimnázium, tanára(i): Pintér Mihály), II. díj.
- Kurtz Géza (1926) (Budapest, Kölcsey Ferenc Reálgimnázium, tanára(i): Mende Jenő), II. díj.
- Rathing Ferenc (1926) (Budapest, Bolyai János Reálgimnázium, tanára(i): Fröhlich Károly), dicséret

Károly Irén 1925
- Teller Ede (1925) (Budapest, Gyakorló Gimnázium, tanára(i): Oberle Károly, Szíjártó Miklós), I. díj.
- Fuchs Rudolf (1925) (Budapest, Bolyai Reáliskola, tanára(i): Bodnár Lajos, Fröhlich Károly, Gáspár Pál, Szűcs Ernő), II. díj.

Károly Irén 1924
- Körner Endre (1924) (Budapest, Bolyai Reáliskola), II. díj.
- Ernst Vilmos Pál (1924), dicséret.

Károly Irén 1922
- Reguly Zoltán (1922), I. díj.
- Fábry József (1922), II. díj.

Károly Irén 1917
- Sztrókay Pál (1917) (Budapest, Tanárképző Intézet, tanára(i): Szíjártó Miklós), I. díj.
- Náray-Szabó István (1917) (Szombathely, Római Katolikus Gimnázium, tanára(i): Molnár Szaniszló), II. díj.
- Theiss Ede (1917), dicséret
- Tüdős Béla (1917), dicséret

Károly Irén 1916
- Jendrassik György (1916) (Budapest, VIII. Ker. Reáliskola, tanára(i): Koren Dénes), I. díj.
- Szilárd Leó (1916) (Budapest, VI. Ker. Reáliskola, tanára(i): Balog Mór), II. díj.
- Kornfeld Albert, későbbi neve: Korodi Albert (1916) (Budapest, V. Ker. Reáliskola, tanára(i): Fröhlich Károly, Pólya György), dicséret